# Neil Armstrong
Neil Alden Armstrong (Wapakoneta, 5 de agosto de 1930 – Cincinnati, 25 de agosto de 2012) foi um engenheiro aeroespacial, aviador naval, piloto de teste, astronauta e professor norte-americano que tornou-se o primeiro ser humano a pisar na Lua em 1969. Armstrong estudou engenharia na Universidade Purdue; em 1949 tornou-se aspirante da Marinha dos Estados Unidos e, no ano seguinte, formou-se aviador naval. Lutou na Guerra da Coreia a partir do porta-aviões USS Essex e depois completou seu bacharelado em engenharia; na sequência, trabalhou como piloto de testes na Estação de Voo de Alta-Velocidade da Base Aérea Edwards, voando diversas aeronaves da Série Centenária e, por sete vezes, no North American X-15. Também participou de dois programas espaciais concebidos pela Força Aérea: Man in Space Soonest e X-20 Dyna-Soar.
Armstrong entrou para o corpo de astronautas da NASA em seu segundo grupo, selecionado em 1962. Fez seu primeiro voo espacial como comandante da Gemini VIII em março de 1966, tornando-se o primeiro astronauta civil da NASA a ir para o espaço. Ele realizou, junto com o piloto David Scott, o primeiro acoplamento bem-sucedido entre duas naves espaciais na história, mas a missão precisou ser abortada depois de dez horas, pois Armstrong utilizara o combustível de seu controle de reentrada a fim de impedir um giro perigoso causado por um propulsor emperrado. Durante seus treinos na NASA para ser o comandante da Apollo 11, precisou ejetar do Veículo de Pesquisa de Alunissagem momentos antes de uma queda.
Em julho de 1969, ele e Buzz Aldrin, piloto do Módulo Lunar, realizaram a primeira alunissagem tripulada da história, passando duas horas fora da nave espacial enquanto Michael Collins permaneceu na órbita lunar dentro do Módulo de Comando e Serviço. Quando Armstrong pisou na superfície lunar, ele proferiu a famosa frase "É um pequeno passo para [um] homem, um salto gigante para a humanidade". Os três astronautas foram premiados com a Medalha Presidencial da Liberdade, pelo presidente americano Richard Nixon. O presidente Jimmy Carter agraciou Armstrong, em 1978, com a Medalha de Honra Espacial do Congresso, e ele e seus companheiros de missão receberam a Medalha de Ouro do Congresso em 2011.
Armstrong aposentou-se da NASA em 1971 e foi lecionar no Departamento de Engenharia Aeroespacial da Universidade de Cincinnati, posição que manteve até 1979. Também serviu na comissão de investigação sobre o acidente da Apollo 13, em 1970, e na Comissão Rogers sobre o desastre do ônibus espacial Challenger, em 1986. Também atuou como porta-voz. Ele morreu aos 82 anos de idade em 2012, das complicações de uma cirurgia de ponte de safena.

## Infância
Neil Alden Armstrong nasceu no dia 5 de agosto de 1930, em uma fazenda perto da cidade de Wapakoneta, Ohio, Estados Unidos, o filho mais velho de Stephen Koenig Armstrong e Viola Louise Engel. Era de ascendência alemã e escocesa, tendo também uma irmã chamada June e um irmão de nome Dean. Seu pai trabalhava como auditor para o governo estadual, e, consequentemente, a família mudou-se muitas vezes por todo o estado de Ohio, vivendo em dezesseis cidades pelos catorze anos seguintes. O amor de Armstrong por voar cresceu no decorrer desse período, tendo começado bem cedo, com apenas dois anos, quando seu pai o levou para assistir a Corrida Aérea de Cleveland. Aos cinco ou seis anos ele voou de avião pela primeira vez, em Warren, quando seu pai lhe levou em um passeio dentro de um Ford Trimotor.
A última mudança da família ocorreu em 1944, quando finalmente retornaram para Wapakoneta. Armstrong foi estudar no Colégio Blume e fez aulas de voo no aeródromo da cidade. Ele ganhou um certificado de estudante de voo em seu aniversário de dezesseis anos, e então realizou seu primeiro voo solo no mesmo mês, antes mesmo de adquirir uma habilitação de motorista. Fez parte dos escoteiros e chegou ao nível de Águia Escoteira. Quando adulto, foi homenageado pelos Escoteiros da América com os prêmios de Águia Escoteira Distinta e Búfalo Prateado. Enquanto viajava para a Lua no dia 18 de julho de 1969, Armstrong saudou e mandou uma mensagem especificamente aos escoteiros. Dentre os itens pessoais que levou e trouxe de volta da Lua, estava também uma insígnia dos escoteiros.
Em 1947, Armstrong, aos dezessete anos, começou a estudar engenharia aeroespacial na Universidade Purdue. Foi a segunda pessoa de sua família a estudar em uma universidade. Também fora aceito no Instituto Tecnológico de Massachusetts, mas foi dissuadido de estudar lá por um tio ex-aluno, que lhe disse que não era necessário ir até Cambridge em Massachusetts para conseguir uma boa educação. Suas mensalidades foram pagas pelo Plano Holloway da Marinha dos Estados Unidos. Aqueles que eram aceitos neste plano seguiam um currículo que previa dois anos de estudos, seguidos por dois anos de treino de voo, depois um ano de serviço na Marinha como aviadores e então os últimos dois anos do bacharelado. Não cursou disciplinas sobre ciência naval, e também não entrou no Corpo de Treinamento de Oficiais da Reserva Naval em Purdue.

## Serviço na marinha

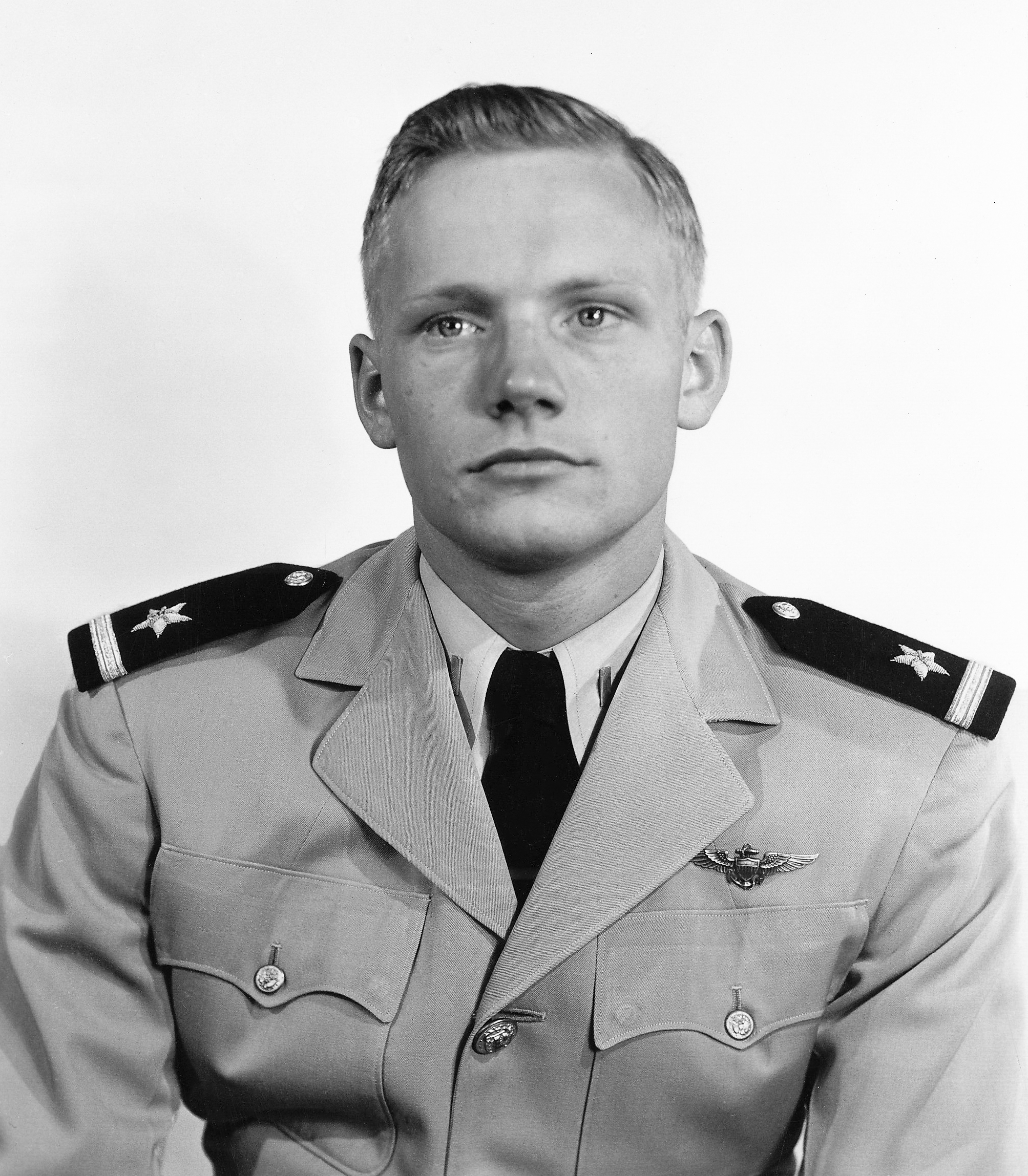
Armstrong como alferes da marinha em 23 de maio de 1952.

A convocação de Armstrong para a marinha chegou em 26 de janeiro de 1949, exigindo que se apresentasse para treino de voo na Base Aeronaval de Pensacola, na Flórida, juntando-se à classe 5-49. Foi aprovado nos exames médicos e tornou-se um aspirante de marinha em 24 de fevereiro. Seus treinos foram realizados a bordo de um North American SNJ, que ele pilotou sozinho pela primeira vez em 9 de setembro de 1949. Fez seu primeiro pouso em um porta-aviões no dia 2 de março de 1950, no USS Cabot, feito este que considerou comparável ao seu primeiro voo solo. Foi então transferido para a Base Aérea de Corpus Christi, no Texas, para treinos em um Grumman F8F Bearcat, que culminaram em um pouso no USS Wright. Armstrong foi informado em 16 de agosto por carta que fora qualificado como aviador naval. Sua mãe e irmã compareceram à sua cerimônia de formatura, que ocorreu em 23 de agosto de 1950.
Seu primeiro posto na marinha foi no Esquadrão de Frota de Serviço Aéreo, localizado na Base Aeronaval de San Diego, na Califórnia. Foi colocado em 27 de novembro de 1950 no VF-51, um esquadrão a jato, tornando-se seu oficial mais jovem e realizando em 5 de janeiro de 1951 seu primeiro voo a jato a bordo de um Grumman F9F Panther. Foi promovido a alferes em 5 de junho, e dois dias depois fez seu primeiro pouso a jato em um porta-aviões, o USS Essex. O VF-51 partiu para a Coreia em 28 de junho, a bordo do Essex, a fim de que suas aeronaves atuassem como caças-bombardeiros durante a Guerra da Coreia. O esquadrão voou até a Base Aeronaval de Barbers Point, no Havaí, e seus membros receberam treinamento como caças-bombardeiros, antes de retornarem ao navio em julho.

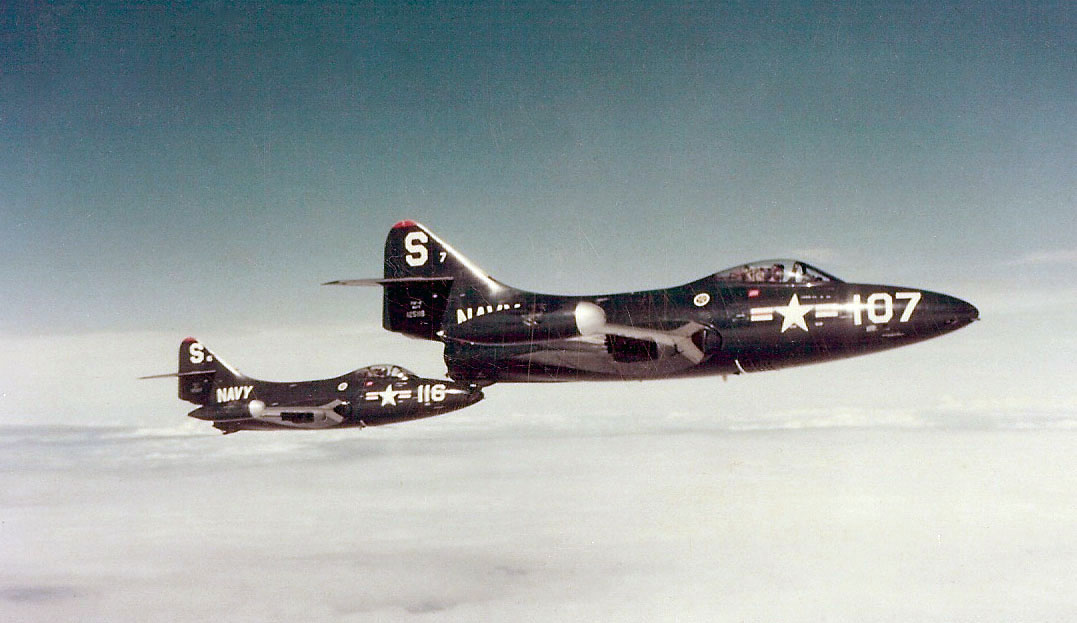
Dois F9F-2 Panthers voando na Coreia, com Armstrong pilotando o S-116 (esquerda).

Armstrong teve sua primeira ação na guerra em 29 de agosto de 1951, quando escoltou um avião de reconhecimento sobre Sŏngjin. Cinco dias depois, em 3 de setembro, voou em uma missão de reconhecimento armado sobre instalações de transporte e armazenamento, ao sul do vilarejo de Majon-ni, a oeste de Wonsan. Ao bombardear alvos enquanto em baixa altitude e a 560 quilômetros por hora, seu F9F Panther foi atingido por fogo antiaéreo. Enquanto ele tentava retomar o controle, sua aeronave colidiu com um poste, a seis metros de altura, rasgando cerca de sessenta centímetros de sua asa direita. Ele conseguiu voar de volta para território amigo, mas, devido à pela perda dos ailerons, viu-se obrigado a ejetar. Armstrong procurou ejetar sobre a água e aguardar ser resgatado por helicópteros da marinha, mas o vento levou seu paraquedas de volta para a terra firme. Um carro dirigido por um colega da escola de voo o encontrou; não se sabe o que aconteceu com os destroços de sua aeronave.
No total, Armstrong voou 78 missões na Coreia, acumulando um total de 121 horas no ar, um terço das quais foram apenas em janeiro de 1952; sua última missão ocorreu em 5 de março. Das 492 mortes que a marinha norte-americana sofreu na Guerra da Coreia, 27 foram do Essex. Armstrong recebeu a Medalha do Ar por suas vinte primeiras missões de combate, duas estrelas douradas pelas quarenta seguintes, a Medalha de Serviço Coreano, a Estrela de Combate, a Medalha de Serviço de Defesa Nacional e a Medalha da Coreia das Nações Unidas. Sua comissão regular foi encerrada em 25 de fevereiro de 1952 e ele foi feito um alferes da Reserva da Marinha dos Estados Unidos. Foi transferido em maio de 1952 para um esquadrão de transporte, o VR-32, logo depois de completar sua viagem de serviço no Essex. Armstrong foi dispensado do serviço ativo em 23 de agosto, mas permaneceu na reserva e foi promovido a tenente (júnior) em 9 de maio de 1953. Continuou a voar como reservista, junto da VF-724 na Estação Aeronaval de Glenview, em Illinois, e mais tarde foi transferido para a Califórnia, desta vez com a VF-773, na Base Aeronaval de Los Alamitos. Permaneceu na reserva por oito anos, até pedir sua dispensa em 21 de outubro de 1960.

## Universidade
Armstrong retornou para Purdue depois de seu trabalho na marinha. Suas notas, que antes eram boas, mas não excepcionais, melhoraram, consequentemente aumentando sua média para um respeitável, mas não excepcional, 4,8 de 6,0. Entrou na fraternidade Phi Delta Theta e viveu dentro de sua república estudantil. Escreveu e codirigiu dois musicais como parte de uma revista de estudantes. O primeiro foi uma versão de Branca de Neve e os Sete Anões, codirigida por sua então namorada Joanne Alford, pertencente à irmandade Alpha Chi Omega, com as músicas tiradas do filme da Walt Disney; o segundo musical foi The Land of Egelloc, com músicas de Gilbert e Sullivan e novas letras. Também foi presidente do Clube de Aviação de Purdue, voando as aeronaves do clube, uma Aeronca e dois Piper, que eram mantidos no vizinho Aeroporto Aretz, em Lafayette, em Indiana. Em 1954, enquanto voava para Wapakoneta, ele realizou um pouso forçado em uma fazenda e danificou o Aeronca, e o avião precisou ser rebocado de volta a Lafayette. Armstrong tocou barítono na banda marcial de Purdue. Foi feito membro honorário da banda nacional da fraternidade Kappa Kappa Psi dez anos depois. Ele se formou em janeiro de 1955 com um bacharelado de ciência em engenharia aeroespacial. Completou, cinco anos depois, seu mestrado de ciência em engenharia aeroespacial, pela Universidade do Sul da Califórnia. Ele posteriormente receberia doutorados honorários de várias universidades.
Foi em uma festa da Alpha Chi Omega que Armstrong conheceu Janet Elizabeth Shearon, uma estudante de economia doméstica. Segundo o casal afirmaria mais tarde, não houve um verdadeiro namoro, e nenhum dos dois podia se lembrar das circunstâncias que levaram ao seu noivado. Casaram em 28 de janeiro de 1956, na Igreja Congressional de Wilmette, em Illinois. Armstrong viveu no alojamento dos solteiros quando foi trabalhar na Base Aérea Edwards, enquanto Janet viveu em Los Angeles. O casal se mudou para uma casa no Vale Antelope um semestre mais tarde. Não terminou seus estudos, algo de que se arrependeria mais tarde. Tiveram três filhos: Eric, Karen e Mark. Karen foi diagnosticada com um tumor maligno em seu tronco cerebral; o tratamento com raio-X retardou seu crescimento, e sua saúde se deteriorou a ponto de ela não poder andar ou falar. Karen morreu de pneumonia, relacionada com sua doença, em 28 de janeiro de 1962, aos dois anos de idade.

## Piloto de teste
Armstrong tornou-se um piloto de teste de pesquisas experimentais logo depois de se formar em Purdue. Ele se candidatou à Estação de Voo de Alta-Velocidade do Comitê Nacional para Aconselhamento sobre Aeronáutica (NACA), localizada na Base Aérea Edwards. A NACA não tinha nenhuma vaga aberta naquele momento e repassou sua candidatura para o Laboratório Lewis de Propulsão de Voo, em Cleveland, onde Armstrong fez seu primeiro voo de teste em 1º de março de 1955. Seu tempo em Cleveland durou apenas dois meses, até surgir uma posição na Estação de Voo de Alta-Velocidade, onde ele apresentou-se para trabalhar em 11 de julho de 1955.

Armstrong em 1956 como piloto de teste da Estação de Voo de Alta-Velocidade.

Em seu primeiro dia, foi encarregado de pilotar aviões de perseguição durante lançamentos de aeronaves experimentais de bombardeiros modificados. Também voou nesses bombardeiros modificados, e em uma dessas missões teve seu primeiro incidente na Base Edwards. Em 22 de março de 1956 Armstrong estava voando em um Boeing B-29 Superfortress, que deveria lançar um Douglas D-558-2 Skyrocket. Ele se encontrava no posto à direita, enquanto o comandante Stan Butchart, à esquerda, pilotava a aeronave. O motor número quatro parou de funcionar enquanto subiam para nove mil metros e a hélice passou a girar livremente. Butchart apertou o botão para fazer a hélice travar, mas descobriu que esta ação apenas diminuía a rotação antes dela voltar a crescer, podendo se desfazer caso girasse muito rápido. O Superfortress precisava manter uma velocidade de 338 quilômetros por hora a fim de soltar o Skyrocket, e não podia pousar com a outra aeronave presa em sua barriga. Armstrong e Butchart abaixaram o nariz do Superfortress, com o objetivo de ganharem velocidade, e então soltaram o Skyrocket. A hélice se desintegrou no momento do lançamento, e pedaços danificaram o motor número três e também acertaram o motor número dois. Os dois foram forçados a desligar o motor número três e também o motor número um, já que este estava criando torque. Fizeram uma descida longa e circular desde nove mil metros, usando apenas o motor número 2, e conseguiram pousar em segurança.
Armstrong foi piloto de teste para os caças da Série Centenária, incluindo o North American F-100 Super Sabre, McDonnell F-101 Voodoo, Lockheed F-104 Starfighter, Republic F-105 Thunderchief e Convair F-106 Delta Dart. Também voou o Douglas DC-3, Lockheed T-33 Shooting Star, North American F-86 Sabre, McDonnell Douglas F-4 Phantom II, Douglas F5D Skylancer, Boeing B-29 Superfortress, Boeing B-47 Stratojet e Boeing KC-135 Stratotanker. Ele voou em mais de duzentos modelos diferentes de aeronaves no decorrer de sua carreira. Seu primeiro voo em uma avião a foguete foi em 15 de agosto de 1957 dentro do Bell X-1B, chegando a uma altitude de 18,3 quilômetros. O mau projetado trem de pouso dianteiro falhou, como já tinha acontecido várias vezes em voos anteriores. Armstrong também voou no North American X-15 sete vezes, incluindo no primeiro voo do sistema Q-Ball, o primeiro voo da fuselagem X-15 número 3 e o primeiro voo do sistema de controle de voo adaptativo MH-96. Tornou-se um funcionário da Administração Nacional de Aeronáutica e Espaço (NASA) quando esta foi estabelecida em 1º de outubro de 1958, tendo absorvido a NACA.
Ele se envolveu em vários incidentes que entraram no folclore da Edwards ou foram relatados nas memórias de colegas. Em 20 de abril de 1962, enquanto pilotava o X-15 pela sexta vez, para testar o sistema de controle MH-96, Armstrong voou até uma altura de mais de 63 mil metros (o mais alto que chegou antes da Gemini). Ele segurou o nariz da aeronave por muito tempo durante a descida a fim de demonstrar o limitador de força g do MH-96, porém seu X-15 foi rebatido de volta a 43 mil metros. Acabou por passar do seu campo de pouso em Mach 3 a uma altura de trinta mil metros e foi parar 64 quilômetros ao sul da Edwards. Armstrong desceu o suficiente, virou em direção da área de pouso e pousou, por pouco não acertando as árvores de Josué no fim da pista. Foi o mais longo voo do X-15 tanto em tempo de duração e comprimento da pista terrestre.

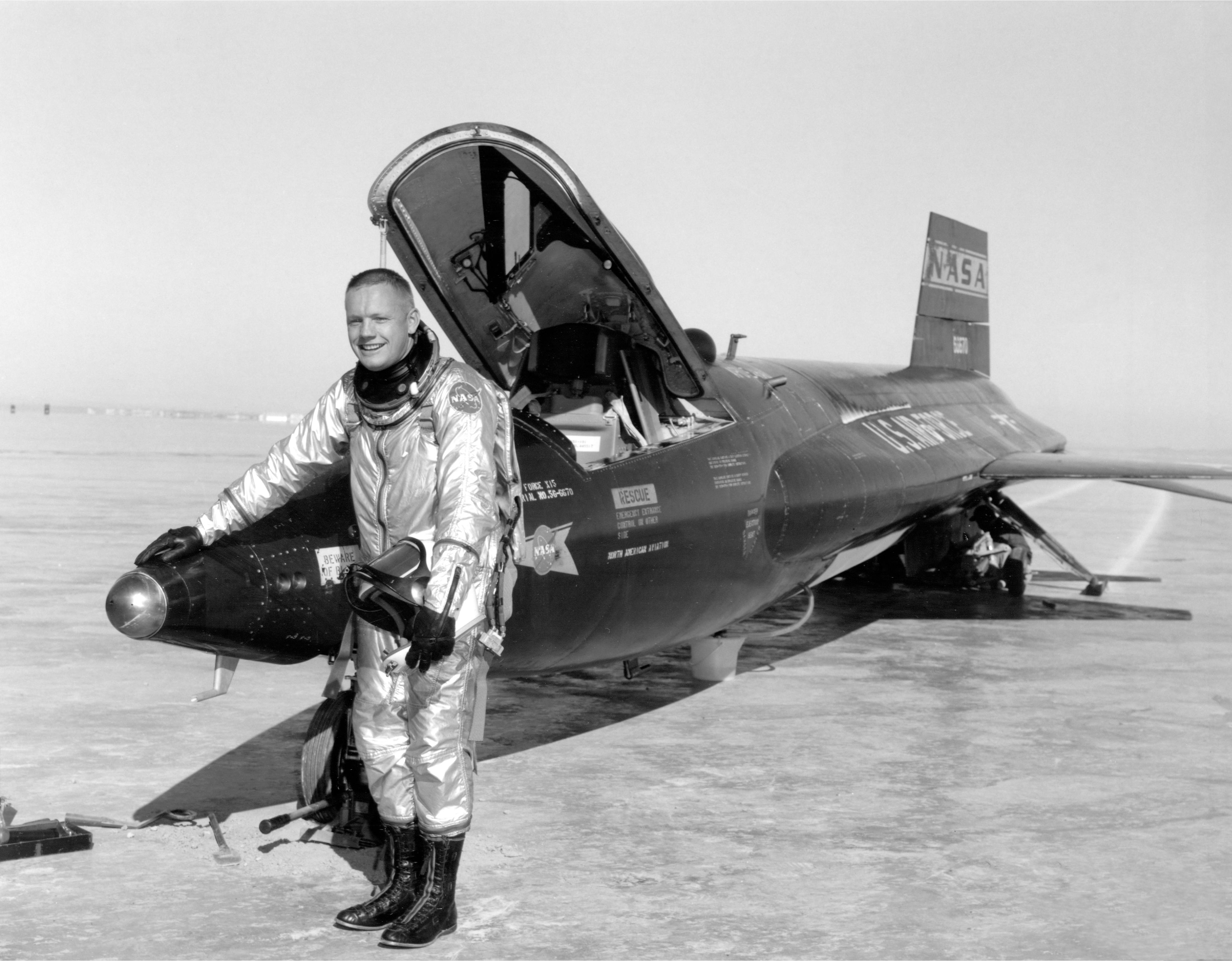
Armstrong com um X-15-1 depois de um voo de pesquisa em 1960.

Muitos dos pilotos de teste na Edwards elogiaram as habilidades de engenharia de Armstrong. Milton Thompson disse que ele era "o mais tecnicamente capaz dos primeiros pilotos do X-15". William H. Dana afirmou que Armstrong "tinha uma mente que absorvia coisas como uma esponja". Aqueles que voaram pela Força Aérea tinha opiniões diferentes, especialmente pessoas como Charles Yeager e William J. Knight, que não eram formados em engenharia. Knight falou que pilotos-engenheiros voavam de maneira que era "mais mecânica do que é voar", comentando que suas habilidades de voo não eram naturais. Os sete voos de Armstrong no X-15 ocorreram entre 30 de novembro de 1960 e 26 de julho de 1962. Sua velocidade máxima alcançada foi um Mach 5,74 (6 420 quilômetros por hora) a bordo do X-15-1, tendo deixado o centro de pesquisa com mais de 2 400 horas de voo.
Armstrong teve seu único voo junto com Yeager em 24 de abril de 1962. Seu trabalho era voar um T-33 Shooting Star a fim de avaliar o Lago Seco do Rancho Smith em Nevada como possível local de pouso de emergência para o X-15. Yeager escreveu em sua autobiografia que sabia que o lago não era apropriado para pouso depois de chuvas recentes, porém Armstrong insistiu em voar mesmo assim. Enquanto tentavam apenas pousar sem parar, as rodas da aeronave atolaram e eles precisaram esperar por resgate. Segundo Armstrong, Yeager nunca tentou dissuadi-lo da missão e eles fizeram o primeiro pouso bem-sucedido no lago. Então Yeager pediu para que ele fizesse de novo, desta vez mais devagar, e foi desta vez que atolaram, fazendo com que Yeager caísse na gargalhada.
Armstrong se envolveu em 21 de maio no chamado "Caso Nellis". Foi enviado em um F-104 Starfighter para inspecionar o Lago Seco Delamar no sul de Nevada, mais uma vez para possíveis pousos de emergência. Armstrong novamente julgou mal sua altitude e não percebeu que seu trem de pouso ainda não tinha se estendido completamente. O trem de pouso começou a se retrair enquanto pousava, assim ele aplicou força total com o objetivo de abortar, porém o estabilizador vertical e a porta do trem de pouso tocaram no solo, danificando o rádio e vazando fluido hidráulico. Armstrong voou para a Base Aérea de Nellis, passou pela torre de controle e balançou suas asas, indicando uma aproximação sem rádio. A perda do fluido hidráulico fez o gancho traseiro se soltar, prendendo-se a uma corrente ancorada no chão e arrastando-a pela pista até parar. Demorou trinta minutos para que a pista fosse liberada e outra corrente fosse colocada no lugar. Armstrong telefonou a base de Edwards e pediu que alguém fosse buscá-lo. Thompson foi enviado na variante F-104B do Starfighter, a única aeronave de dois lugares disponível, porém ele nunca tinha voado nesse avião antes. Thompson conseguiu chegar em Nellis depois de muitas dificuldades, com ventos fortes dificultando o pouso e fazendo com que o pneu esquerdo estourasse. A pista foi fechada outra vez para que pudesse ser limpa, com Dana em seguida partindo para Nellis em um T-33 Shooting Star, porém quase saiu da pista no pouso na hora da chegada. O escritório de operações da base Nellis então decidiu evitar mais problemas, achando que seria melhor encontrar um transporte terrestre para os três pilotos voltarem para Edwards.

## Astronauta

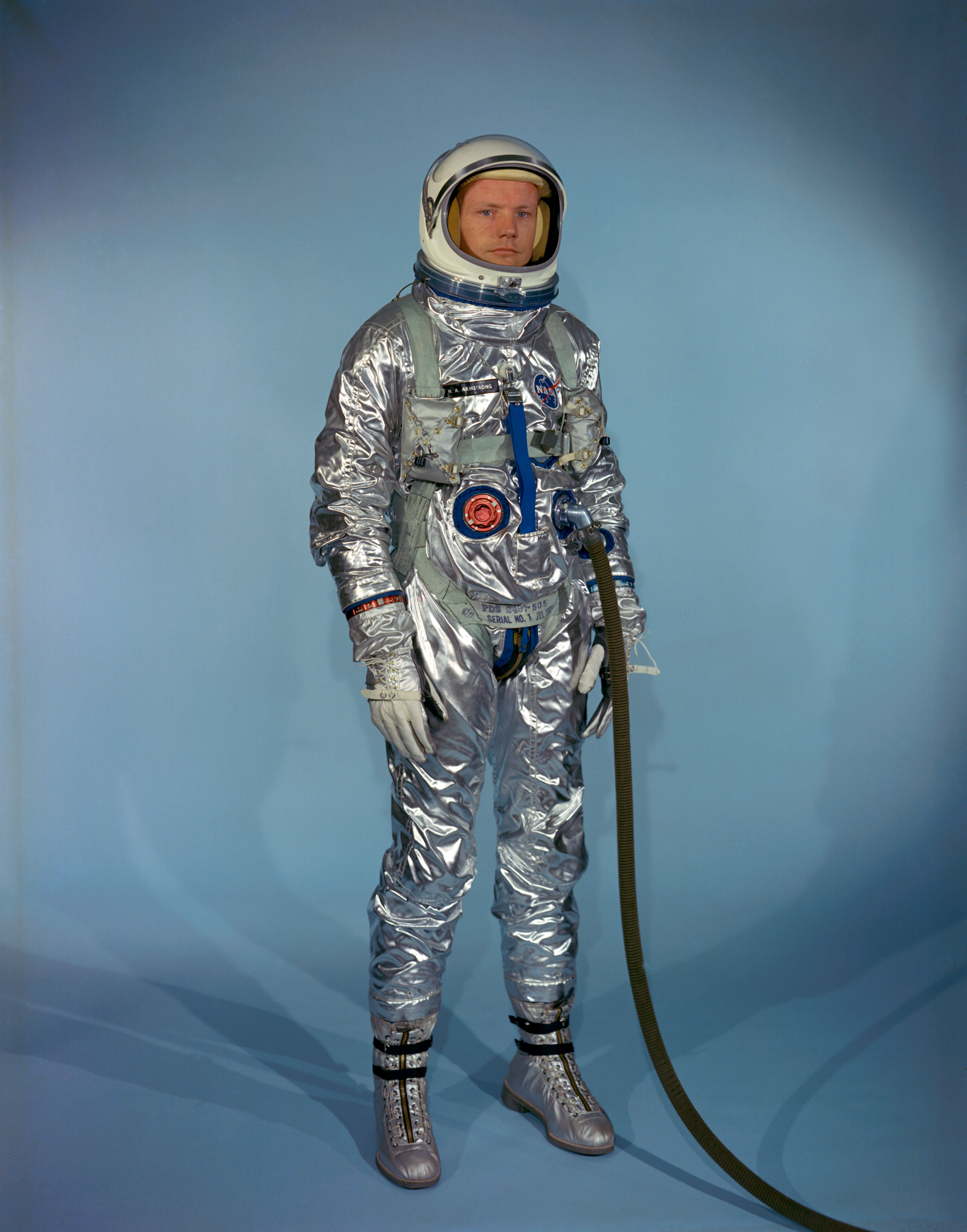
Armstrong vestindo um traje espacial de treinamento da Gemini em 2 de março de 1964.

Armstrong foi selecionado em junho de 1958 para o programa Man in Space Soonest da Força Aérea dos Estados Unidos, porém a Agência de Projetos de Pesquisa Avançados cancelou seu financiamento logo em 1º de agosto, sendo suplantada em 5 de novembro pelo Projeto Mercury, um projeto civil chefiado pela NASA. Não era elegível para se tornar um astronauta na época por ser um piloto de teste civil, pois a seleção estava restrita apenas a pilotos militares. Foi escolhido em novembro de 1960 como parte de um grupo consultor de pilotos para o X-20 Dyna-Soar, um programa espacial militar sob desenvolvimento da Boeing para a Força Aérea, com ele sendo selecionado em 15 de março de 1962 como um de sete pilotos-engenheiros que voariam o X-20 Dyna-Soar quando o projeto saísse do papel.
A NASA anunciou em abril de 1962 que estava aberta a novas candidaturas para um segundo grupo de astronautas para o Projeto Gemini, uma nave espacial de dois lugares. A seleção, desta vez, estava aberta a pilotos de teste civis qualificados. Armstrong visitou a Feira Mundial de Seattle em maio e compareceu a uma conferência sobre exploração espacial co-promovida pela NASA. Ele voltou de Seattle em 4 de junho e candidatou-se para tornar-se um astronauta. Sua candidatura chegou uma semana depois do prazo limite de 1º de junho, porém Dick Day, um especialista de simulação de voo com quem Armstrong tinha trabalhado na Edwards, viu a chegada atrasada da candidatura e a colocou antes que alguém percebesse na pilha junto com as que chegaram no prazo correto. Armstrong, em junho na Base Aérea Brooks, passou por exames médicos que muitos dos candidatos descreveram como dolorosos e, em muitos momentos, aparentemente sem sentido.
Donald Slayton, supervisor dos astronautas norte-americanos e o Diretor de Operações de Tripulações de Voo da NASA, convocou Armstrong em 13 de setembro de 1962 e perguntou se ele estava interessado em juntar-se ao Corpo de Astronautas da NASA como parte daquilo que a imprensa estava chamando de "Os Novos Nove"; Armstrong respondeu sim sem hesitar. As seleções foram mantidas em segredo até três dias depois, porém os jornais já estavam relatando desde o início do ano que ele seria escolhido como o "primeiro astronauta civil". Armstrong foi um de dois pilotos civis escolhidos pela NASA para o grupo; o outro foi Elliot See, também um ex-aviador naval. A NASA anunciou oficialmente em 17 de setembro a seleção de seu segundo grupo de astronautas durante uma conferência de imprensa. Comparado aos astronautas dos Sete da Mercury, o segundo grupo era mais jovem e com credenciais acadêmicas mais impressionantes.

### Programa Gemini

#### Gemini V
Armstrong e See foram anunciados em 8 de fevereiro de 1965 como a equipe reserva para a Gemini V, o primeiro como comandante e o segundo como piloto, apoiando a tripulação primária composta por Gordon Cooper e Pete Conrad. O propósito da missão era praticar um encontro espacial e desenvolver seus procedimentos e equipamentos para um voo de longa duração de sete dias. Estes seriam necessários para uma missão até a Lua. Outros dois voos estavam em preparação, Gemini III e Gemini IV, assim, havia seis tripulações competindo por espaço, fazendo com que a Gemini V fosse adiada. A missão decolou em 21 de agosto. Armstrong e See assistiram ao lançamento em Cabo Kennedy e então voaram para o Centro de Espaçonaves Tripuladas em Houston, Texas. A missão foi um sucesso de forma geral, apesar de um problema nas células de combustível que impediram o encontro. Cooper e Conrad assim praticaram um "encontro fantasma", realizando manobras de encontro sem um alvo.

#### Gemini VIII

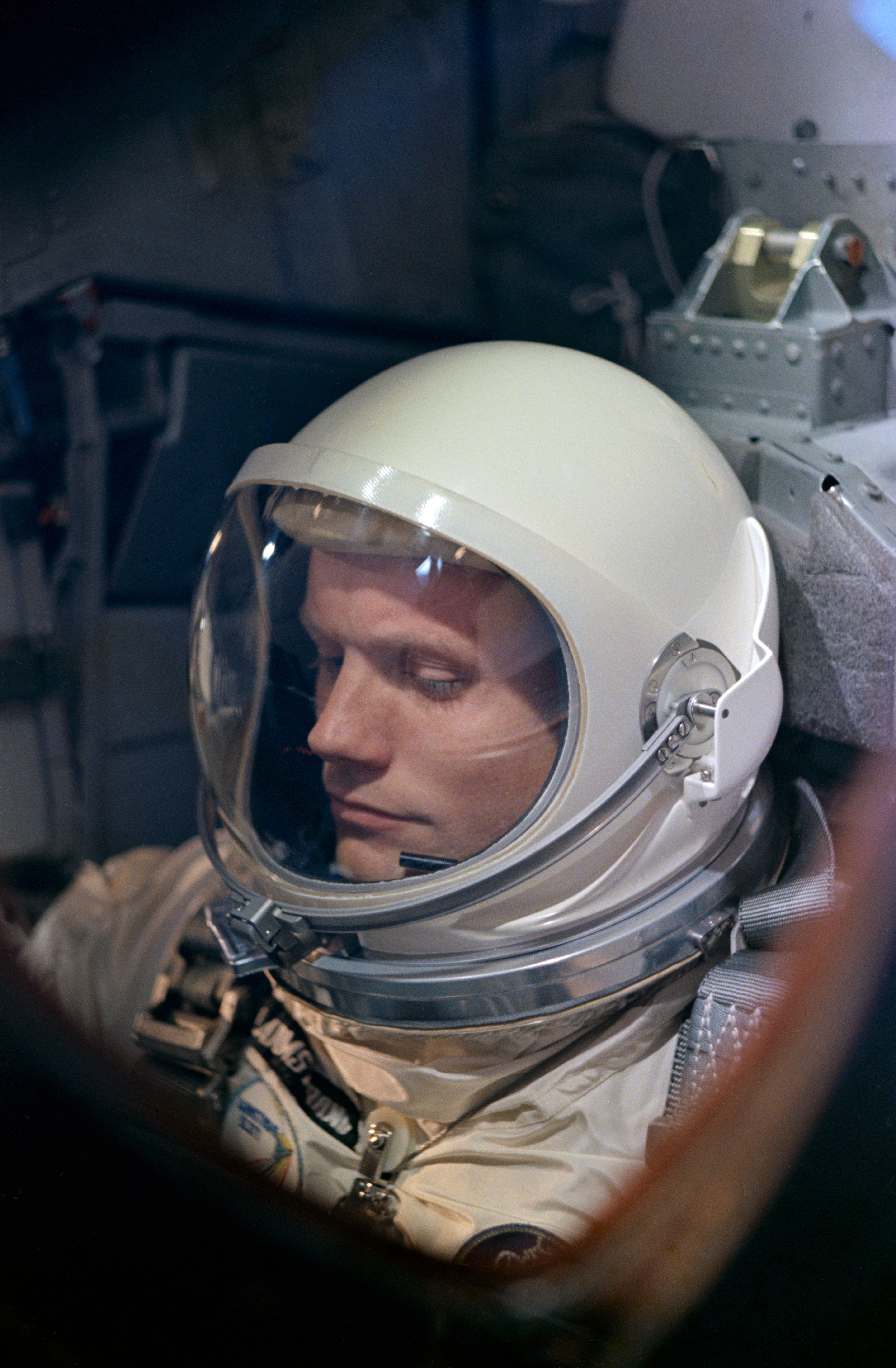
Armstrong dentro da espaçonave da Gemini VIII pouco antes do lançamento, 16 de março de 1966.

As tripulações para a Gemini VIII foram anunciadas em 20 de setembro de 1965. Sob o sistema de rotação, a equipe reserva de uma missão tornaria-se a principal três missões depois, porém Slayton colocou David Scott para ser o piloto da Gemini VIII. Scott foi o primeiro membro do Grupo 3 de Astronautas, cuja seleção fora anunciada em 18 de outubro de 1963, a receber uma designação principal. See foi colocado como o comandante da Gemini IX. Dessa forma, cada missão Gemini seria comandada por um membro do segundo grupo, com alguém do terceiro como piloto. A tripulação reserva desta vez foi Conrad e Richard Gordon. Armstrong tornou-se o primeiro civil norte-americano no espaço; Valentina Tereshkova da União Soviética tinha se tornado a primeira civil (e mulher) três anos antes em 16 de junho de 1963 na Vostok 6. Foi o último de seu grupo a ir para o espaço, já que See morreu em um acidente aéreo em 28 de fevereiro de 1966 dentro de um Northrop T-38 Talon, junto com seu colega de missão Charles Bassett. Foram substituídos pela tripulação reserva, Thomas Stafford e Eugene Cernan, enquanto Jim Lovell e Buzz Aldrin foram movidos de reservas da Gemini X para reservas da Gemini IX-A, depois voando na Gemini XII.
A Gemini VIII decolou em 16 de março de 1966. Ela seria a mais complexa de todas, com um encontro e acoplamento com o Veículo Alvo Agena não-tripulado, seguido por uma atividade extraveicular de Scott. No total, a missão teria 75 horas de duração e 55 órbitas ao redor da Terra. O Agena foi lançado às 10h00min00s, enquanto o foguete Titan II GLV carregando Armstrong e Scott lançou às 11h41min02s. Os dois conseguiram o primeiro acoplamento entre duas naves espaciais na história. O contato com a tripulação foi intermitente pois não existiam estações de rastreamento cobrindo toda a órbita. A nave começou a rodar enquanto estava fora de contato com o solo e Armstrong tentou corrigir isso usando o Sistema de Atitude e Manobra de Órbita. A Gemini VIII foi desacoplada do Agena, seguindo uma recomendação prévia do Controle da Missão, porém isto aumentou ainda mais o rolamento ao ponto que estava girando uma vez por segundo, indicando um problema com o controle de atitude da Gemini. Armstrong acionou o Sistema de Controle de Reentrada e desligou o Sistema de Atitude e Manobra. As regras da missão ditavam que a nave espacial deveria reentrar na primeira oportunidade uma vez que esse sistema fosse acionado. Achou-se depois que um fio danificado fez com que um dos propulsores travasse na posição de ligado.

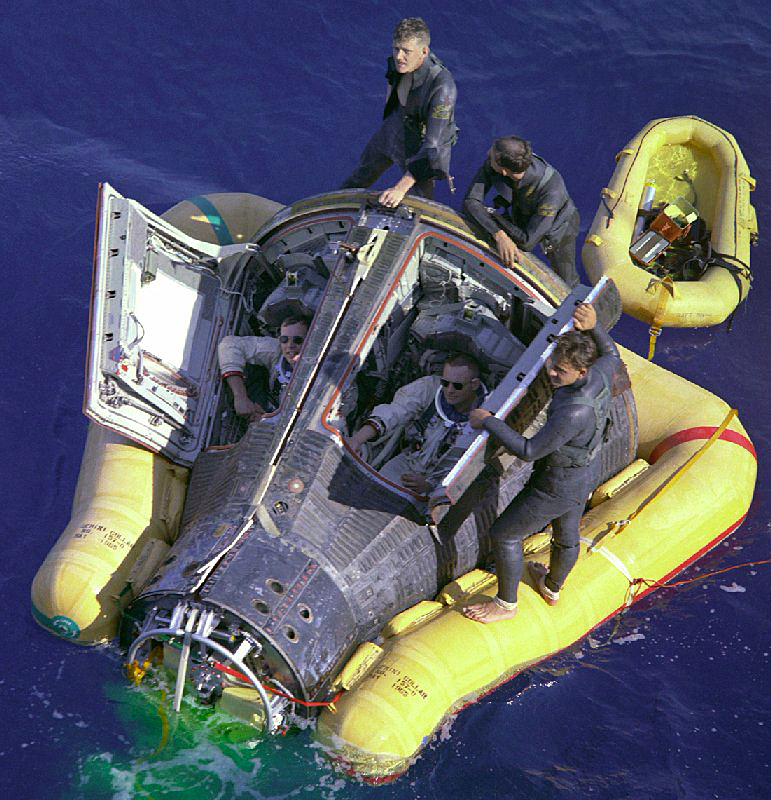
O resgate da Gemini VIII. Armstrong está sentado na direita.

Houve algumas pessoas no Escritório dos Astronautas, incluindo Walter Cunningham, que acharam que Armstrong e Scott "tinham estragado sua primeira missão". Houve especulações que Armstrong poderia ter salvo a missão caso tivesse ligado apenas um dos dois anéis do Sistema de Atitude e Manobra, economizando o outro. Estas críticas não tinham fundamento; nenhum procedimento de mal funcionamento tinha sido escrito e só era possível ligar os dois anéis do Sistema de Atitude e Manobra, não um ou outro. O diretor de voo Gene Kranz escreveu: "a tripulação reagiu como foram treinados, e se reagiram errado é porque os treinamos errado". Os planejadores e controladores da NASA não tinham percebido que, quando duas naves estão acopladas, elas devem ser consideradas uma nave única. Kranz considerou isto a lição mais importante da missão. Robert Gilruth, diretor do Centro de Espaçonaves Tripuladas, afirmou que talvez "tenhamos aprendido mais hoje do que originalmente estabelecemos para aprender". Armstrong ficou decepcionado que a missão precisou ser abortada, cancelando a maioria dos objetivos e tirando de Scott sua caminhada espacial. O Agena foi depois usado como alvo de acoplamento da Gemini X. Os astronautas receberam a Medalha de Serviço Excepcional da NASA, com a Força Aérea premiando Scott também com a Cruz de Voo Distinto. Scott foi promovido a tenente-coronel e Armstrong recebeu um aumento de 678 dólares para um salário de 21 653 dólares anuais, fazendo dele o astronauta mais bem pago da NASA.

#### Gemini XI
A última designação de Armstrong no Projeto Gemini foi como comandante reserva da Gemini XI, anunciada dois dias depois do pouso da Gemini VIII. Ele nessa altura tinha grande conhecimento sobre os sistemas da nave, já tendo treinado para duas missões, e assim assumiu uma função de professor para o novato piloto reserva, William Anders. O lançamento ocorreu em 12 de setembro de 1966, com Conrad e Gordon a bordo, que realizaram com sucesso os objetivos da missão, enquanto Armstrong também atuou como comunicador com a capsula (CAPCOM). O presidente Lyndon B. Johnson pediu a Armstrong e sua esposa após o voo que participassem de uma viagem de boa vontade de 24 dias pela América do Sul. A viagem passou por onze países e junto também estavam Gordon, George Low, suas esposas e oficiais do governo. Armstrong conversou no Paraguai com dignitários em guarani, enquanto no Brasil falou sobre as façanhas do aviador Alberto Santos Dumont.

### Programa Apollo
Em 27 de janeiro de 1967, data do incêndio da Apollo 1, Armstrong, junto com Cooper, Gordon, Lovell e Scott Carpenter, estavam em Washington, D.C. para a assinatura do Tratado do Espaço Sideral das Nações Unidas. Os astronautas conversaram com os dignitários até 18h45min, quando Carpenter foi para o aeroporto e os outros retornaram para seu hotel, onde cada um encontrou uma mensagem instruindo-os a ligar para Centro de Espaçonaves Tripuladas. Descobriram sobre as mortes de Gus Grissom, Edward White e Roger Chaffee durante esses telefonemas. Armstrong e o resto do grupo passaram o restante da noite bebendo uísque e discutindo o que havia acontecido.
Slayton reuniu os dezoito astronautas restantes do Programa Apollo para uma conversa em 5 de abril de 1967, mesmo dia que a investigação sobre o acidente da Apollo 1 emitiu seu relatório final. A primeira coisa que Slayton disse foi: "Os caras que vão voar as primeiras missões lunares são os caras nesta sala". Segundo Cernan, um dos presentes, Armstrong não demonstrou reação alguma. Para Armstrong não houve surpresa, já que todos ali eram veteranos da Gemini e eram as únicas pessoas capazes de voar as missões para a Lua. Slayton falou sobre as missões planejadas e nomeou Armstrong para a tripulação reserva da Apollo 9, que nesse momento esperava-se que fosse um teste de órbita média para a combinação do Módulo Lunar com o Módulo de Comando e Serviço.

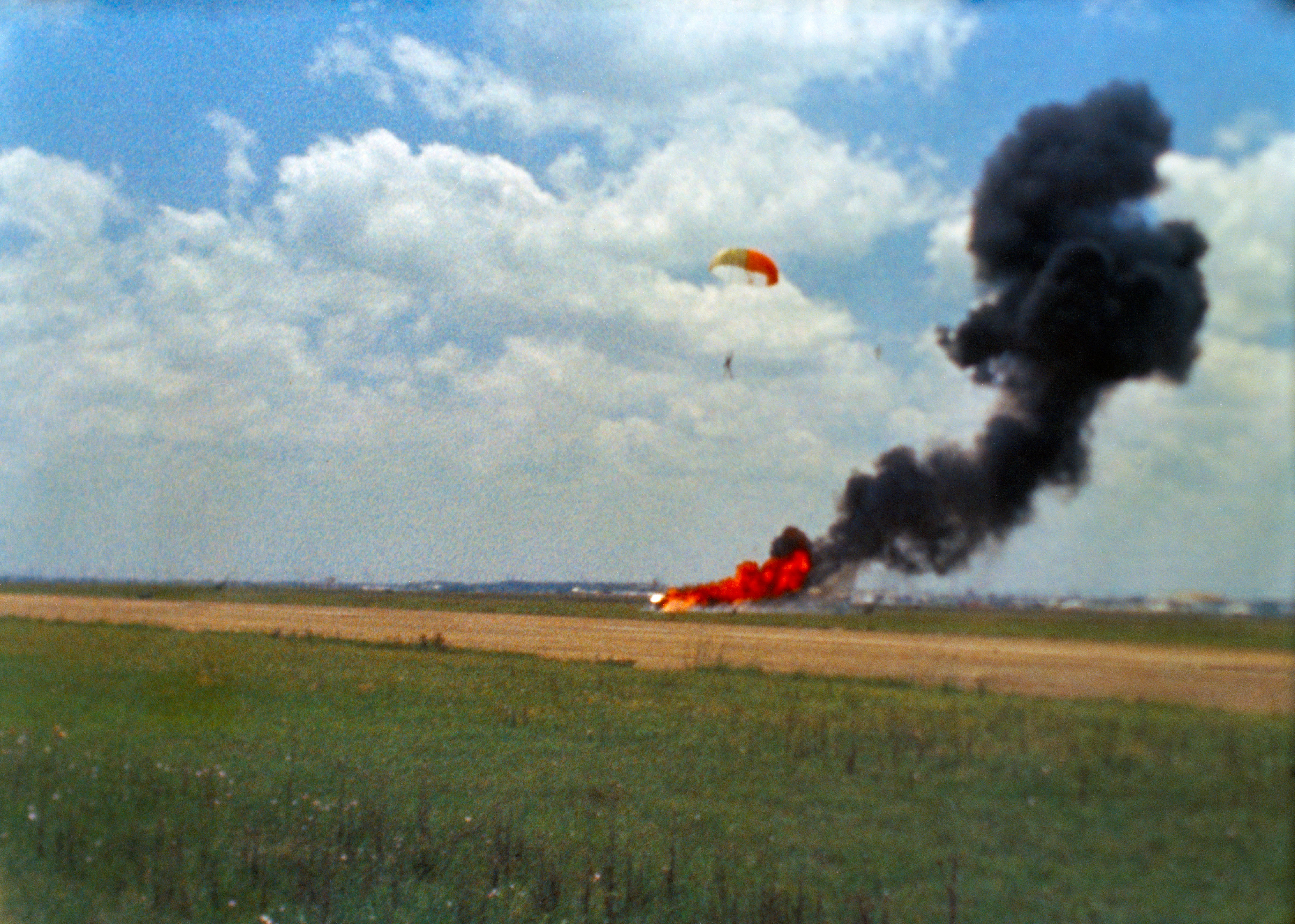
Armstrong cai de paraquedas logo depois de ejetar do Veículo de Pesquisa de Alunissagem em 6 de maio de 1968.

As tripulações foram anunciadas oficialmente em 20 de novembro de 1967. Os companheiros de Armstrong seriam Lovell e Aldrin, a tripulação da Gemini XII. As tripulações principais e reservas da Apollo 8 e Apollo 9 foram invertidas após atrasos de projeto e produção do Módulo Lunar. Depois disso, seguindo o esquema de rotação das tripulações, Armstrong estava encaminhado para comandar a Apollo 11. Houve uma última mudança: Michael Collins, o piloto do módulo de comando da Apollo 8, começou a ter alguns problemas nas pernas. Os médicos o diagnosticaram com um problema de crescimento ósseo entre a quinta e sexta vértebra, necessitando de cirurgia. Lovell o substituiu na Apollo 8, e Collins, ao se recuperar, juntou-se à tripulação de Armstrong.
Para que os astronautas ganhassem experiência de como o módulo lunar voaria em sua descida final, a NASA contratou a Bell Aircraft para construir dois Veículos de Pesquisa de Alunissagem, depois complementados por três Veículos de Treinamento de Alunissagem. Eles simulavam a gravidade da Lua ao usar um turbofan para sustentar cinco sextos do peso da aeronave. Armstrong treinou no Veículo de Pesquisa de Alunissagem em 6 de maio de 1968, porém perdeu os controles e o veículo entrou em um rolamento. Ele conseguiu ejetar em segurança. Análises posteriores concluíram que seu paraquedas não teria aberto em tempo caso tivesse ejetado meio segundo depois. Seu único ferimento foi uma língua mordida, enquanto o Veículo de Pesquisa de Alunissagem foi completamente destruído. Armstrong afirmou que, apesar de ter quase morrido, as alunissagens não teriam sido bem-sucedidas sem os dois veículos de treinamento, pois deu aos comandantes experiência imprescindível sobre o comportamento de uma nave de alunissagem.
A NASA também começou, depois da finalização da Apollo 10, e além dos dois veículos de treinamento, um treinamento de simulação de alunissagem. Armstrong e Aldrin trabalharam sob as instruções de treinarem para as maiores possibilidades que poderiam encontrar durante a alunissagem real. Os dois só conseguiram ir em uma única expedição geológica de treinamento, nas montanhas do oeste do Texas. A imprensa descobriu isto e a área ficou lotada com carros e helicópteros, o que dificultou para os astronautas ouvirem o geólogo presente. Também receberam instruções de geólogos dentro da NASA.

#### Apollo 11

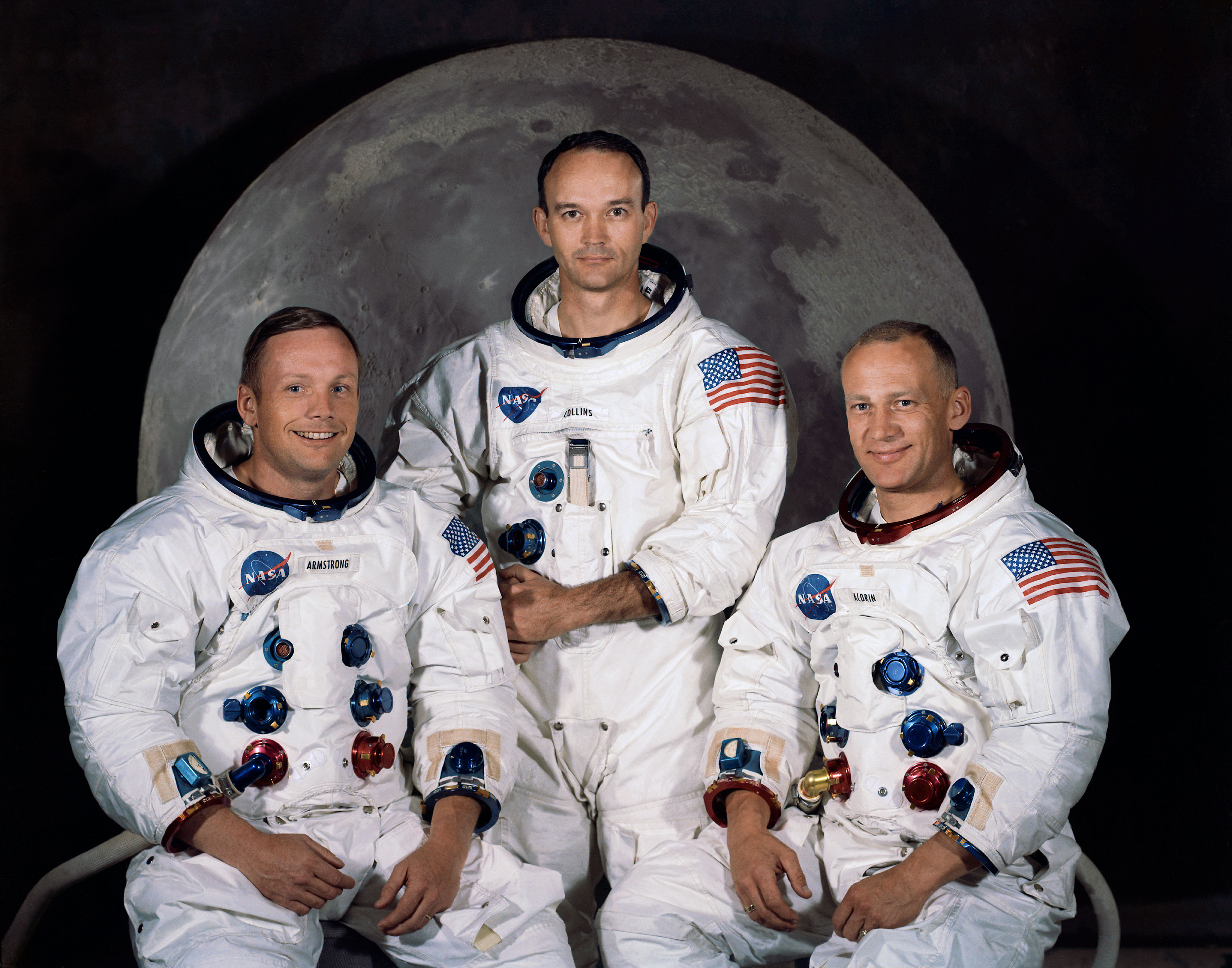
A tripulação da Apollo 11 em julho de 1969: Armstrong, Collins e Aldrin.

Slayton ofereceu o posto de comandante da Apollo 11 a Armstrong em 23 de dezembro de 1968, enquanto a Apollo 8 estava orbitando a Lua. Slayton lhe disse que, apesar da tripulação planejada incluir Aldrin como piloto do Módulo Lunar e Collins como piloto do Módulo de Comando, Aldrin poderia ser substituído por Lovell caso Armstrong desejasse. Este pensou por um dia e disse a Slayton que ficaria com Aldrin, já que não tinha dificuldades de trabalhar com ele e achava que Lovell merecia um comando próprio. Substituí-los faria de Lovell, extra-oficialmente, o membro menos graduado da tripulação, com Armstrong achando que não se podia justificar colocar o comandante da Gemini XII como o número 3 da Apollo 11. A tripulação foi oficialmente anunciada em 9 de janeiro de 1969, composta por Armstrong, Collins e Aldrin, contando com Lovell, Anders e Fred Haise como reservas.
Segundo Christopher C. Kraft, diretor de operações de voo, um encontro em março de 1969 entre ele, Slayton, Low e Gilruth determinou que Armstrong seria a primeira pessoa a pisar na Lua, em parte porque a diretoria da NASA o considerava alguém que não tinha um ego grande. Uma conferência de imprensa em 14 de abril deu como justificativa o projeto da cabine do Módulo Lunar; a escotilha abria para dentro e para a direita, dificultando a saída para o Piloto do Módulo Lunar, que ficava no lado direito da nave. Os quatros, na época da reunião, não sabiam sobre a consideração da escotilha. O conhecimento sobre essa reunião só chegou ao público, fora dos quatro homens, quando Kraft escreveu seu livro em 2001. Existiam métodos para contornar a questão da escotilha, porém não se sabe se isto foi levado em conta na época. Slayton também comentou que "seguindo apenas a base do protocolo, eu achei que o comandante deveria ser o primeiro cara a sair [...] Bob Gilruth aprovou minha decisão".

##### Viagem
O foguete Saturno V lançou a Apollo 11 do Complexo de Lançamento 39 do Centro Espacial John F. Kennedy no dia 16 de julho de 1969, às 13h32min00s UTC (09h32min00s EDT do horário local). Janet, a esposa de Armstrong, e seus dois filhos assistiram a partir de um iate ancorado no rio Banana. O coração de Armstrong chegou a 110 batimentos por minuto durante a decolagem. Ele posteriormente comentou ter achado o primeiro estágio o mais barulhento, muito mais do que o Titan II GLV usado na Gemini VIII. O Módulo de Comando da Apollo era muito mais espaçoso quando comparado com a nave espacial da Gemini. Nenhum dos membros da tripulação da Apollo 11 sofreu de síndrome de adaptação ao espaço, algo que tinha acontecido com alguns astronautas de tripulações anteriores. Armstrong ficou especialmente feliz por isso, já que ele era propenso a sentir enjoo quando criança e também costumava sofrer de náusea depois de longos períodos de acrobacias aéreas.

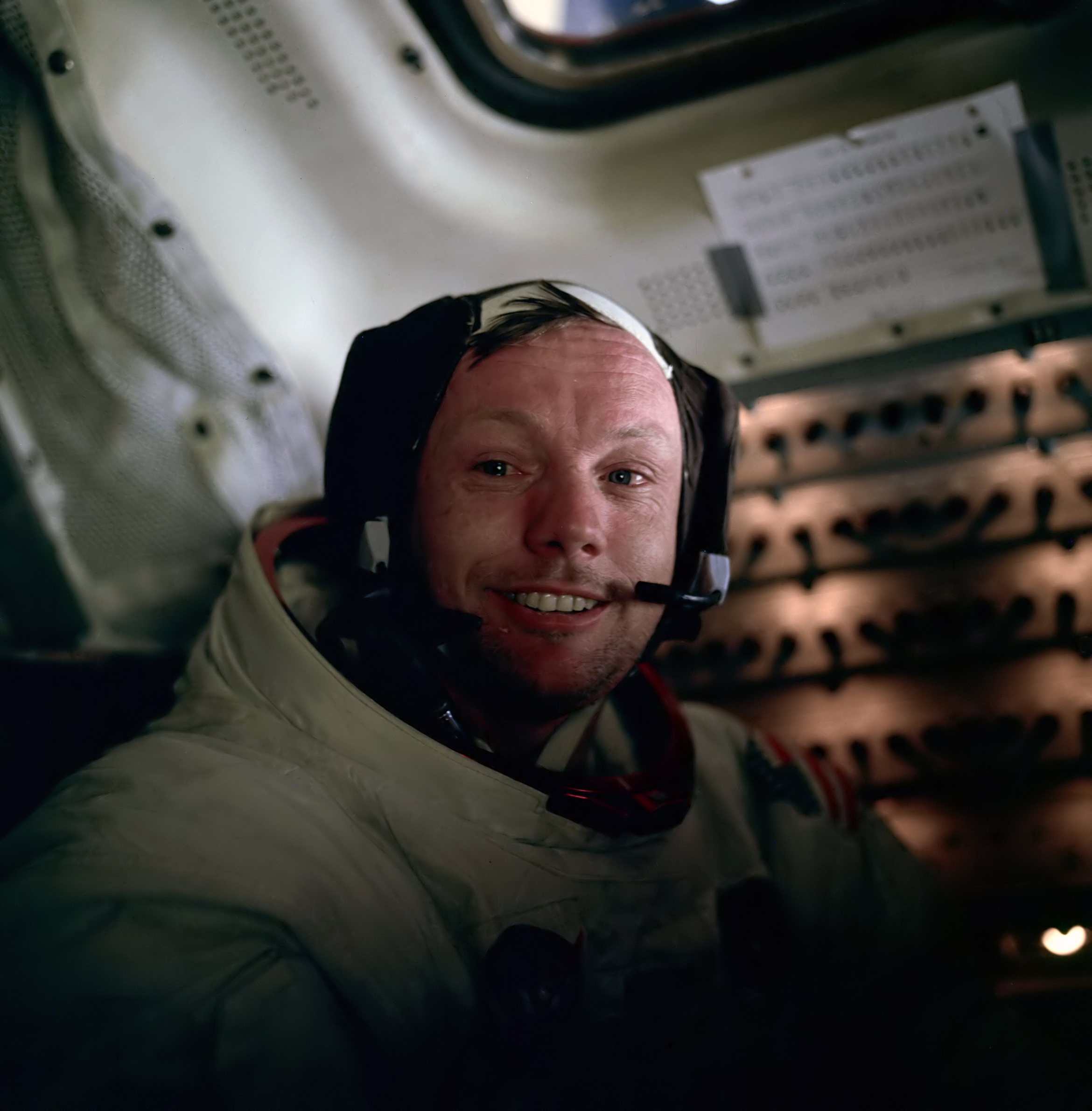
Armstrong dentro do Módulo Lunar em 21 de julho de 1969 logo depois da primeira caminhada na Lua.

O objetivo da Apollo 11 era alunissar em segurança, não necessariamente em um local específico. Armstrong percebeu, três minutos depois do começo da descida, que as crateras estavam passando dois segundos mais rápidas do que esperado, significando que o Módulo Lunar Eagle alunissaria quilômetros além da zona planejada. Vários alarmes de erro do computador apareceram enquanto o radar de alunissagem do Eagle analisava a superfície. Foram o 1202 e depois o 1201, alarmes estes que Armstrong e Aldrin, apesar de suas horas de treino, não sabiam o que significavam. Foram informados por Charles Duke, o CAPCOM, que nenhum dos alarmes eram preocupantes; o 1202 e 1201 foram causados pelo sobrecarregamento do computador do Módulo Lunar. Aldrin depois descreveu que o sobrecarregamento ocorreu por sua escolha de deixar o radar de acoplamento funcionando durante o processo de alunissagem, assim o computador precisou processar dados de radar desnecessários e não tinha tempo de executar todas as tarefas, abandonando as de baixa prioridade. Aldrin afirmou que fez isso com o objetivo de facilitar um acoplamento com o Módulo de Comando caso fosse necessário um aborto da alunissagem, não tendo percebido que isso causaria um sobrecarregamento.
Armstrong determinou, enquanto aproximavam-se de uma área de pouso, que o local parecia pouco seguro, assim assumiu o controle manual do Módulo Lunar e tentou encontrar uma área que parecesse mais segura, demorando mais do que o esperado e assim mais do que qualquer simulação feita. O Controle da Missão começou a ficar preocupado que o Módulo Lunar estaria ficando sem combustível. Aldrin e Armstrong, depois de alunissarem, acharam que tinham aproximadamente quarenta segundos restantes de propelente, incluindo os vinte segundos que precisavam ser salvos caso um aborto fosse necessário. Armstrong, em várias ocasiões, tinha pousado o Veículo de Treinamento de Alunissagem com menos de quinze segundos de combustível e ele estava confiante que o Módulo Lunar poderia sobreviver a uma queda vertical de quinze metros se preciso. Análises pós-missão mostraram que a alunissagem ocorreu com 45 a 50 segundos de combustível restante para queima.
A alunissagem aconteceu alguns segundos depois de 20h17min30s UTC em 20 de julho de 1969, momento em que uma das sondas de 170 centímetros presas nas quatro pernas do Módulo Lunar entrou em contato com a superfície. Um painel acendeu dentro da cabine e Aldrin falou "Luz de contato", com Armstrong desligando o motor e informando "desligamento". O Módulo Lunar se ajeitou na superfície e Aldrin disse "Certo. Parada do motor", em seguida os dois realizaram as checagens de alguns itens pós-alunissagem. Duke confirmou a alunissagem dez segundos depois com "Nós te copiamos no solo, Eagle". Armstrong anunciou o pouso para o Controle da Missão dizendo "Houston, aqui é Base da Tranquilidade. O Eagle pousou". Os dois astronautas celebraram com um aperto de mão e tapas nas costas e depois voltaram para as checagens necessárias, a fim de preparar o Módulo Lunar para decolagem da Lua caso ocorresse uma emergência nos primeiros momentos na superfície lunar. Duke reconfirmou o pouso depois da confirmação de Armstrong, e expressou a ansiedade dos controladores de voo: "Entendido, Twan— Tranquilidade. Nós te copiamos no solo. Vocês fizeram vários caras ficarem azuis. Estamos respirando novamente. Muito obrigado". Os batimentos cardíacos de Armstrong ficaram entre 100 e 150 por minuto durante a alunissagem.

##### Caminhada
O plano de voo oficial, estabelecido previamente pela NASA, ditava um período de descanso obrigatório para a tripulação antes da realização de qualquer atividade extraveicular. Entretanto, Armstrong pediu para que a caminhada espacial da Apollo 11 fosse adiantada para mais cedo no período da tarde, horário de Houston. Os dois astronautas vestiram seus trajes espaciais, o Eagle foi despressurizado, a escotilha aberta e Armstrong desceu a escada externa. No pé da escada, Ele informou que "Eu vou pisar fora do ML agora". Ele virou e colocou seu pé esquerdo na superfície lunar às 02h56min UTC de 21 de julho de 1969, falando palavras que ficaram famosas: "É um pequeno passo para [um] homem, um salto gigante para a humanidade".
Armstrong preparou seu epigrama por conta própria, dizendo na conferência de imprensa pós-missão que escolheu as palavras "pouco antes de sair do ML". Armstrong explicou em 1983 que "Eu sempre soube que havia uma boa chance de sermos capazes de voltar para a Terra, porém achei que as chances de um pouso bem-sucedido na superfície da Lua eram praticamente iguais – cinquenta-cinquenta ... A maioria das pessoas não percebe o quão difícil foi a missão. Então para mim não parecia existir muito sentido em pensar em algo para dizer caso tivéssemos que abortar o pouso". Dean Armstrong, seu irmão, afirmou em 2012 que Neil lhe tinha mostrado um rascunho da fala meses antes do lançamento. Já o historiador Andrew Chaikin contestou que Armstrong alguma vez afirmou que tinha criado a fala espontaneamente durante a missão.
Gravações da transmissão da Armstrong não proporcionam evidências para o uso do artigo indefinido "um" antes de "homem", porém a NASA e Armstrong afirmaram por anos que a estática obscureceu. Armstrong afirmou que nunca esqueceria de falar o "um", porém reconheceu que provavelmente não falou a palavra depois de ouvir a gravação várias vezes. Posteriormente disse "espero que a história me conceda liberdade por ter perdido a sílaba e compreenda que certamente tinha-se a intenção, mesmo que não tenha sido dita – apesar de talvez realmente tenha sido". Desde então houve argumentos e contra-argumentos sobre se análises acústicas das gravações revelam a presença de um "um" perdido. Peter Shann Ford, um programador australiano, realizou uma análise digital do áudio e afirmou que Armstrong realmente disse "um homem", porém o "um" não foi ouvido pelas limitações da tecnologia de comunicação da época. Ford e James R. Hansen, o biógrafo oficial de Armstrong, apresentaram essas descobertas ao astronauta e a representantes da NASA, que também realizou suas próprias análises do áudio. Armstrong achou que a análise de Ford era "persuasiva". Os linguistas David Beaver e Mark Liberman, por outro lado, foram céticos sobre as afirmações de Ford. Um estudo de 2016 concluiu novamente que Armstrong incluiu o artigo. A transcrição oficial da NASA mostra o "um" entre colchetes. Quando Armstrong falou suas palavras, ela foi transmitida por diversas emissoras de rádio e televisão mundialmente. Estima-se que a audiência global do evento foi de 530 milhões de pessoas, de uma população mundial na época de aproximadamente 3,6 bilhões de pessoas.

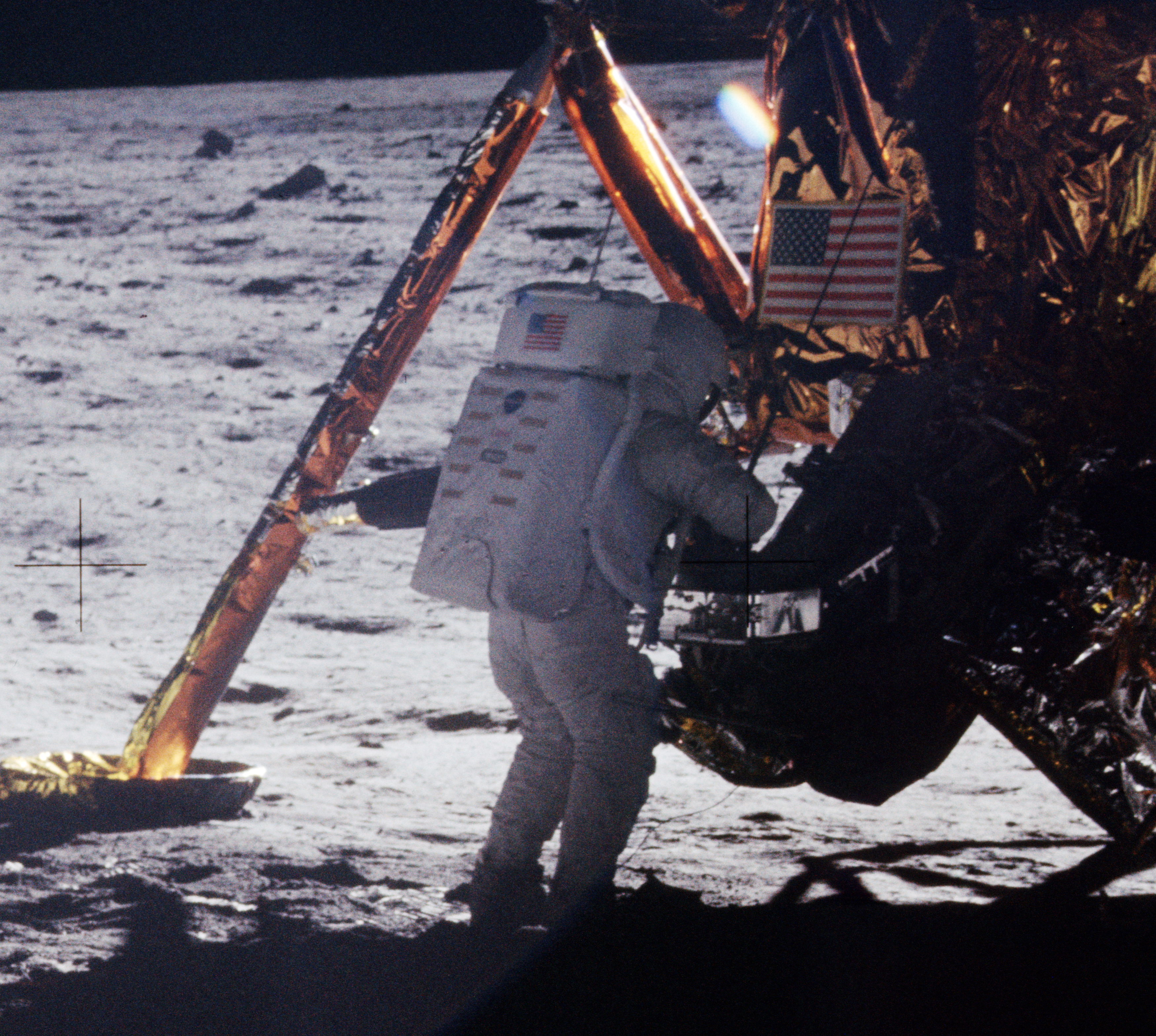
Armstrong trabalhando no Módulo Lunar em 21 de julho de 1969. Esta é uma de suas únicas fotografias na Lua.

Aldrin juntou-se a Armstrong vinte minutos depois, tornando-se o segundo homem a pisar na Lua. Os dois começaram suas tarefas para investigar o quão facilmente um humano poderia operar na superfície lunar. Armstrong revelou uma placa comemorando o voo e plantou uma bandeira dos Estados Unidos. Ele queria que a bandeira fosse enrolada no mastro, porém foi decidido usar uma haste de metal a fim de segurá-la horizontalmente. A haste não esticou totalmente e a bandeira acabou ficando com uma aparência levemente ondulada, como seu houvesse uma brisa. Pouco depois o presidente Richard Nixon conversou por telefone com os dois astronautas. Nixon falou por quase um minuto e Armstrong respondeu por aproximadamente trinta segundos. Os registros fotográficos da Apollo 11 mostram Armstrong em apenas cinco fotos. O tempo da missão foi estritamente planejado e a maioria das tarefas fotográficas foram realizadas por Armstrong com uma única câmera Hasselblad.
Armstrong ajudou Aldrin a armar o Pacote Inicial de Experimentos Científicos da Apollo e em seguida foi caminhar pelo que é hoje conhecida como Cratera Ocidental, 59 metros ao oeste do Módulo Lunar; esta foi a maior distância viajada na missão. Sua última tarefa foi lembrar Aldrin de deixar um pequeno pacote de itens em homenagem aos cosmonautas soviéticos Iuri Gagarin e Vladimir Komarov, e também aos astronautas Grissom, White e Chaffee da Apollo 1. O tempo total da atividade extraveicular foi de duas horas e meia; cada uma das cinco alunissagens seguintes tiveram períodos de atividade extraveicular cada vez maiores, culminando com as 22 horas passadas na superfície lunar pela tripulação da Apollo 17. Armstrong anos depois explicou que a NASA limitou o tempo de caminhada porque não estavam seguros que os trajes espaciais iriam aguentar a temperatura extremamente alta da Lua.

##### Retorno

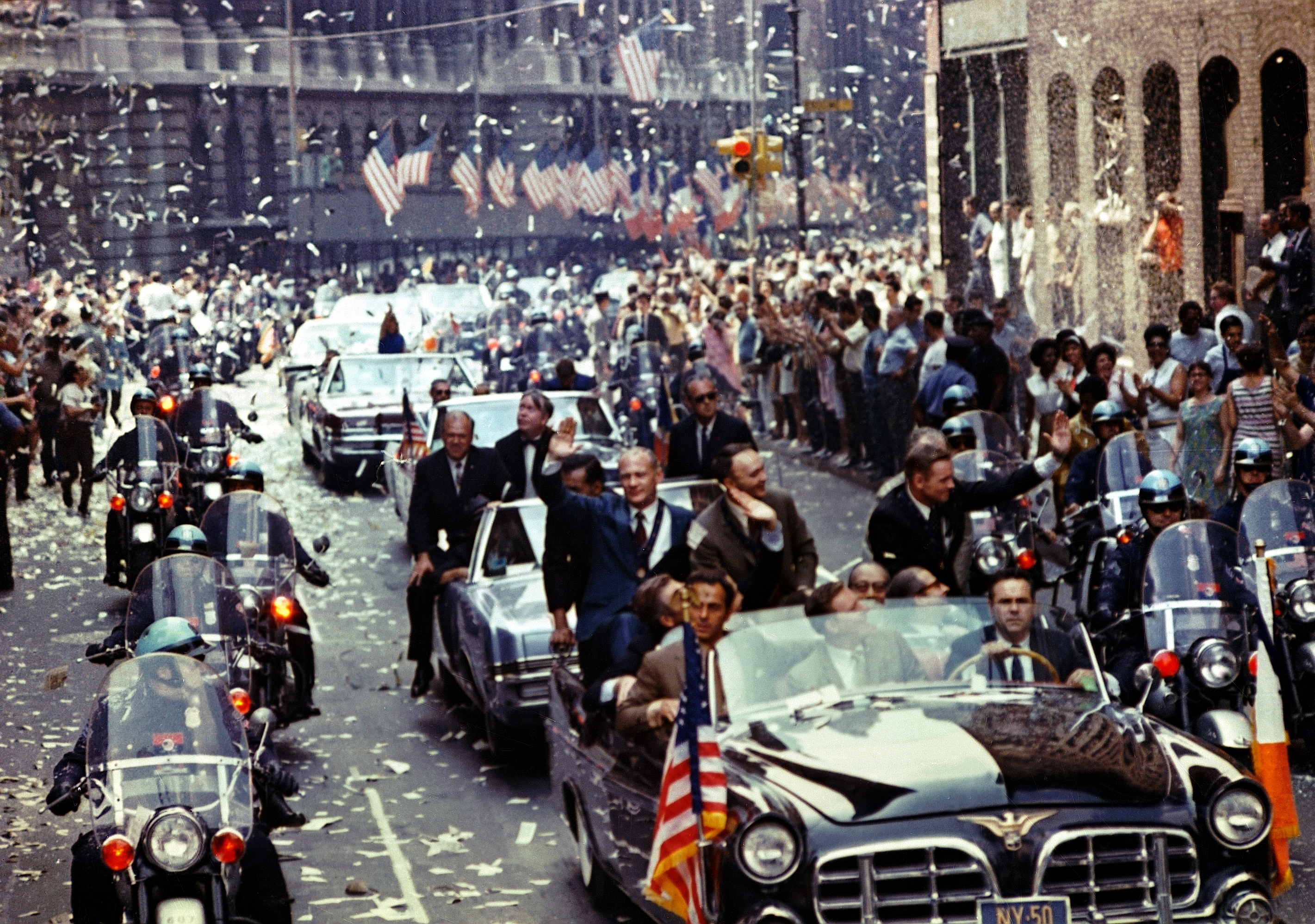
Aldrin, Collins e Armstrong desfilando em 13 de agosto de 1969 em Nova Iorque durante uma celebração pela Apollo 11.

A escotilha foi fechada e selada depois de reentrarem no Módulo Lunar. Armstrong e Aldrin descobriram durante os preparados para a decolagem que, enquanto usavam seus trajes espaciais, tinham quebrado o interruptor da ignição para o motor de subida; eles usaram uma caneta para empurrar o disjuntor e ativar a sequência de lançamento. O Eagle seguiu para a órbita lunar, onde acoplou-se de volta com o Columbia, o Módulo de Comando e Serviço, onde Collins tinha permanecido. Os três astronautas então retornaram para a Terra, caindo no Oceano Pacífico em 24 de julho e sendo resgatados pelo porta-aviões USS Hornet.
Logo depois de suas voltas, os três astronautas passaram dezoito dias em quarentena a fim de garantir que não tinha contraído nenhuma infecção ou doença da Lua, em seguida viajando pelos Estados Unidos e ao redor do mundo como parte do tour "Grande Salto" de 45 dias. Armstrong depois participou de um espetáculo feito por Bob Hope, principalmente para as tropas na Guerra do Vietnã, como parte do United Service Organizations. Viajou em maio de 1970 para a União Soviética com o objetivo de palestrar na 13º conferência anual do Comitê Internacional para Pesquisa Espacial; ele chegou em Leningrado via Polônia e viajou para Moscou, onde encontrou-se com o primeiro-ministro Alexei Kossygin. Armstrong tornou-se o primeiro ocidental a ver o supersônico Tupolev Tu-144 e recebeu uma visita guiada pelo Centro de Treinamento de Cosmonautas Iuri Gagarin, que ele descreveu como "um pouco vitoriano". Ao final do dia, foi surpreendido ao assistir um vídeo do lançamento da Soyuz 9, já que Armstrong não tinha noção de que a missão estava em andamento, mesmo com Tereshkova tendo sido sua anfitriã e o marido desta, Andrian Nikolaiev, ser um dos cosmonautas a bordo.

## Vida após Apollo

### Professor

Armstrong e Collins no Brasil em 1969 condecorados com a Ordem Nacional do Cruzeiro do Sul.

Armstrong anunciou pouco depois da Apollo 11 que não planejava retornar ao espaço. Foi nomeado Vice-Administrador Associado para aeronáutica no Escritório de Pesquisa e Tecnologia Avançada da ARPA; serviu nesse cargo por um ano e então renunciou dele e da NASA em 1971. Ele aceitou um cargo de professor no Departamento de Engenharia Aeroespacial na Universidade de Cincinnati, tendo escolhido esta em vez de outras universidades, incluindo sua alma mater, Purdue, porque Cincinnati tinha um departamento aeroespacial pequeno. Armstrong esperava que os membros do quadro de professores não ficassem irritados por ele ter se tornado professor apenas com um mestrado. Tinha começado seu mestrado enquanto ainda estava na Edwards anos antes, só completando-o depois da Apollo 11 ao apresentar um relatório sobre vários aspectos da Apollo, em vez de uma tese sobre a simulação de voo supersônico.
Armstrong tinha em Cincinnati muito trabalho e ensinava aulas essenciais, tendo criado dois cursos de graduação na universidade: projeto de aeronaves e mecânicas de voo experimentais. Era considerado um bom professor e severo nas notas. Suas atividades de pesquisa não envolviam seus trabalhos na NASA. Armstrong não queria passar a impressão de favoritismo, posteriormente arrependendo-se da decisão. Foi professor por oito anos e demitiu-se em 1980. A burocracia da universidade tinha aumentado quando ela deixou de ser uma instituição municipal independente para uma escola estadual. Armstrong não queria fazer parte do grupo de barganha coletivo dos professores, assim decidiu lecionar só por meio-período. Segundo o próprio, continuou com a mesma quantidade de trabalho mas metade do salário. Menos de dez por cento de sua renda em 1979 provinha de seu salário universitário. Os funcionários da faculdade não souberam o motivo de sua saída.

### Comissões da NASA
Armstrong participou em 1970 da investigação chefiada por Edgar Cortright do acidente e aborto de alunissagem da Apollo 13. Ele produziu uma cronologia detalhada de todo o voo. Um interruptor de termostato de 28 Volts no tanque de oxigênio foi supostamente substituído por uma versão de 65 Volts, o que levou a uma explosão. Cortright recomendou que o tanque fosse totalmente redesenhado, a um custo de quarenta milhões de dólares. Muitos gerentes da NASA, além do próprio Armstrong, eram contra a recomendação do redesenho dos tanques de combustível, já que o interruptor do termostato foi a fonte da explosão. Eles perderam a discussão e o tanque foi redesenhado.
O presidente Ronald Reagan pediu em 1986 que Armstrong participasse da Comissão Rogers, que investigou o desastre do ônibus espacial Challenger. Armstrong foi nomeado vice-presidente da comissão, que foi chefiada por William P. Rogers. Ficou encarregado do lado operacional da comissão, realizando entrevistas particulares com contatos que tinha desenvolvido no decorrer dos anos com o objetivo de determinar a causa do acidente. Como vice, ajudou a manter o número de recomendações do comitê em apenas nove. Armstrong acreditava que a NASA não iria fazer coisa alguma caso houvesse muitas recomendações.
Reagan também nomeou Armstrong para uma comissão de catorze membros a fim de desenvolver um plano para voos espaciais civis norte-americano para o século XXI. A comissão foi chefiada pelo doutor Thomas O. Paine, ex-Administrador da NASA, com quem Armstrong tinha trabalhado no Programa Apollo. O grupo publicou um livro intitulado Pioneering the Space Frontier: The Report on the National Commission on Space. A comissão recomendou estabelecer uma base lunar permanente até 2006 e enviar humanos para Marte até 2015. Estas recomendações foram praticamente ignoradas, já que as consequências do desastre da Challenger tomaram prioridade.

### Outras atividades

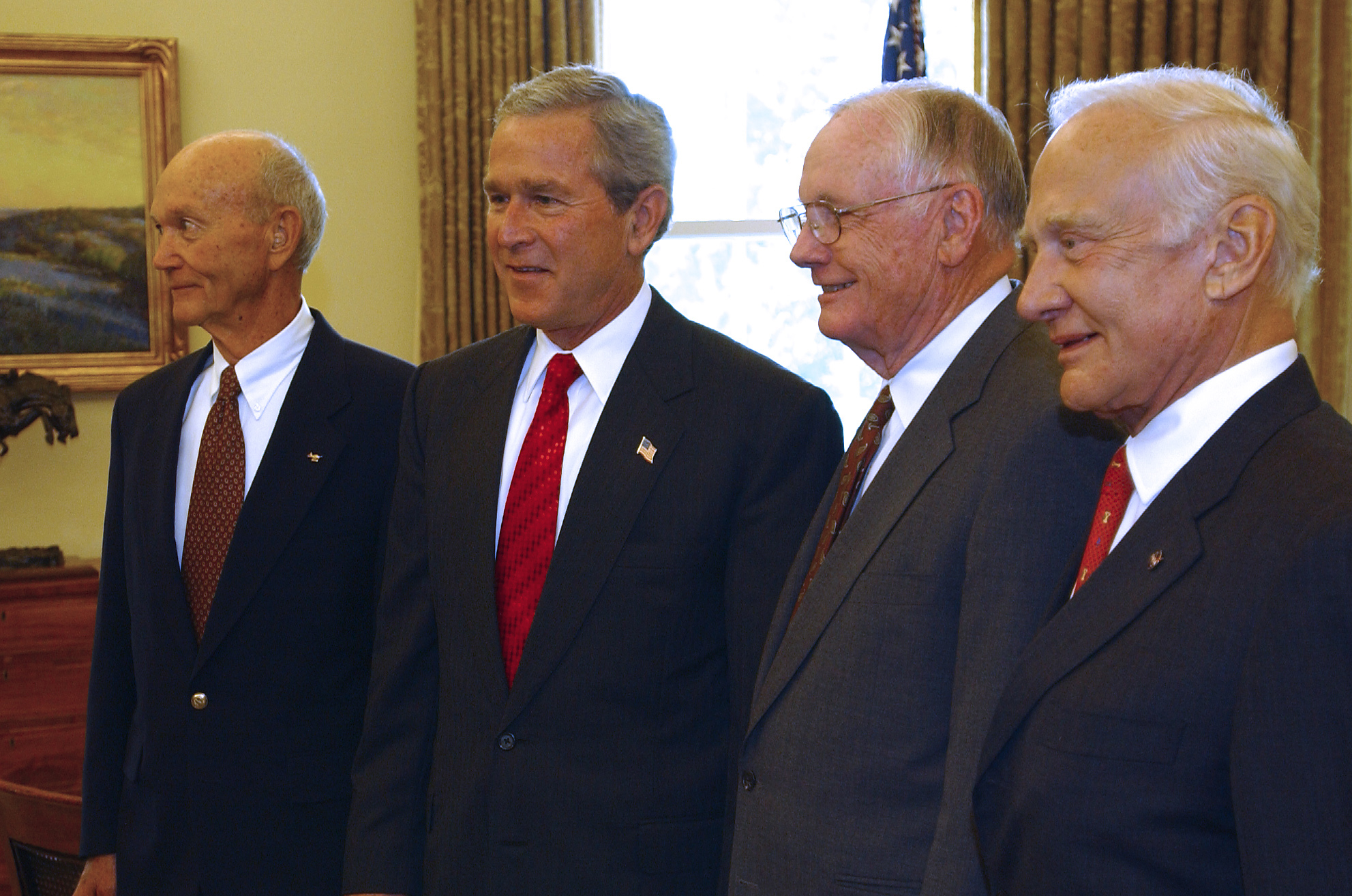
Os astronautas da Apollo 11 com o presidente George W. Bush durante celebrações pelo 35º aniversário da missão em julho de 2004.

Armstrong atuou como porta-voz para vários negócios depois de deixar a NASA. A primeira companhia que o abordou com sucesso foi a Chrysler, para quem apareceu em comerciais a partir de janeiro de 1979. Ele achava que a empresa tinha uma boa divisão de engenharia e que estava em situação financeira má. Depois disso também foi porta-voz de diversas outras companhias, como a General Time Corporation e a Bankers Association of America. Armstrong só trabalhou para empresas norte-americanas.
Além disso, também fez parte da diretoria de várias companhias. A primeira foi a Gates Learjet, presidindo seu comitê técnico. Ele voou em seus jatos novos e experimentais, chegando até mesmo a estabelecer um novo recorde de altitude para jatos comerciais. Armstrong tonou-se parte da diretoria da Cincinnati Gas & Electric Company em 1973. A empresa estava interessada em energia nuclear e desejava aumentar sua competência técnica. Também serviu como diretor da Taft Broadcasting. Ele juntou-se em 1989 à diretoria da Thiokol logo depois do fim da Comissão Rogers; o ônibus espacial Challenger fora destruído por uma falha dos propulsores de combustível sólido produzidos por sua predecessora, a Morton-Thiokol. Armstrong tornou-se presidente da Cardwell International Ltd., companhia produtora de máquinas de perfuração, depois de deixar seu cargo de professor na Universidade de Cincinnati. Também trabalhou nas diretorias de empresas aeroespaciais, primeiro a United Airlines em 1978 e depois a Eaton Corporation em 1980. Foi pedido em 1989 que ele presidisse o concelho de diretores da AIL Systems, uma subsidiária da Eaton, mantendo-se no posto até aposentar-se em 2002. De 1992 a 2002, ocupou o cargo de presidente da empresa de aviônicos AIL Technologies.
O aventureiro profissional Mike Dunn organizou em 1985 uma viagem para o Polo Norte a fim de levar consigo um grupo que ele chamou de "Grandes Exploradores". Este grupo incluía Armstrong, o alpinista sir Edmund Hillary, o filho deste Peter Hillary, o empresário e aviador Steve Fossett e o fotógrafo e alpinista Patrick Morrow. Eles chegaram no local em 6 de abril de 1985. Armstrong disse que estava curioso para ver como era o Polo Norte do chão, já que só o tinha visto da Lua. Ele queria que a expedição ocorresse em particular e não informou a imprensa sobre a viagem. Além disso, Armstrong também fez algumas aparições em programas de televisão, a primeira foi como apresentador da série documental sobre aviação First Flights with Neil Armstrong da A&E entre 1991 e 1993. Depois dublou em 2010 o personagem Dr. Jack Morrow em Quantum Quest: A Cassini Space Odyssey, uma animação educacional de aventura e ficção científica iniciada pela NASA.

### Reclusão
Armstrong manteve grande discrição no final de sua vida, algo que levou à crença popular de que era recluso. Ele recusava a maioria dos pedidos de entrevistas e realizava pouquíssimas aparições públicas. Collins disse que, quando Armstrong mudou-se para uma fazenda de gado a fim de tornar-se professor universitário, foi como se ele tivesse "recuado para seu castelo e levantado a ponte levadiça". O próprio Armstrong achou isso divertido, comentando que "aqueles de nós que vivem no interior pensam que as pessoas que vivem dentro da capital são as que têm problemas". Chaikin afirmou que Armstrong manteve a discrição em sua vida pessoal mas não era recluso, salientando suas participações em entrevistas, comerciais para a Chrysler e aparições em programas de televisão.
Ele costumava autografar tudo exceto selos. Armstrong descobriu por volta de 1993 que suas assinaturas estavam sendo vendidas na internet, a maioria das quais eram falsas, assim ele parou de autografar qualquer material. Quaisquer pedidos enviados a ele recebiam como resposta uma carta formal dizendo que ele tinha parado com a prática. Mesmo com isso sendo amplamente conhecido, o historiador Andrew Smith observou pessoas tentando pegar a assinatura de Armstrong durante um evento de aviação em 2002, com uma pessoa chegando a dizer "Se você enfiar algo perto o suficiente da cara dele, ele vai assinar". Armstrong costumava escrever cartas parabenizando escoteiros por suas realizações, fazendo isso para todos os pedidos de congratulações. Chegou a receber 950 pedidos de cartas para escoteiros em 2003. Decidiu parar com a prática na década de 1990 por achar que as cartas deveriam ser escritas por pessoas que conheciam o escoteiro. Estas coisas contribuíram para a formação do mito de sua reclusão.

## Vida pessoal
A família de Armstrong o descreveu como um "herói americano relutante". John Glenn, o primeiro norte-americano no espaço, comentou que "Ele não sentia que deveria ficar se empenhando. Era uma pessoa humilde, e foi desse modo que permaneceu depois de seu voo lunar, bem como antes". Alguns ex-astronautas, como Glenn e Harrison Schmitt, procuraram carreiras políticas depois de deixarem a NASA, porém Armstrong nunca seguiu esse caminho, mesmo tendo sido abordado por ambos os partidos políticos dos Estados Unidos. Descreveu suas opiniões políticas como sendo a favor dos direitos estaduais e contra os Estados Unidos atuar como o "policial do mundo".
Armstrong, quando candidatou-se em uma Igreja Metodista na década de 1950 para liderar um grupo de escoteiros, descreveu sua afiliação religiosa como "deísta". Sua mãe depois disse que as opiniões religiosas do filho lhe causaram preocupação por ela ser mais religiosa. Foi alvo de um trote na década de 1980 dizendo que havia convertido-se ao islamismo depois de aderir ao azan, convocação muçulmana a oração, enquanto caminhava na Lua. O cantor indonésio Suhaemi chegou a escrever uma canção chamada "Gema Suara Adzan di Bulan" ("O Ressoante Som do Chamado da Oração na Lua"), que descrevia a conversão de Armstrong; esta música foi muito discutida pela imprensa de Jacarta em 1983. Histórias similares também apareceram no Egito e na Malásia. O Departamento de Estado dos Estados Unidos respondeu em março de 1983 ao enviar mensagens para embaixadas e consulados em países muçulmanos afirmando que Armstrong "não converteu-se ao islã". O trote ressurgiu ocasionalmente pelas décadas seguintes. Parte da confusão veio da coincidência entre os nomes da cidade em que morava, Lebanon, com o país Líbano, cuja população é de maioria muçulmana.

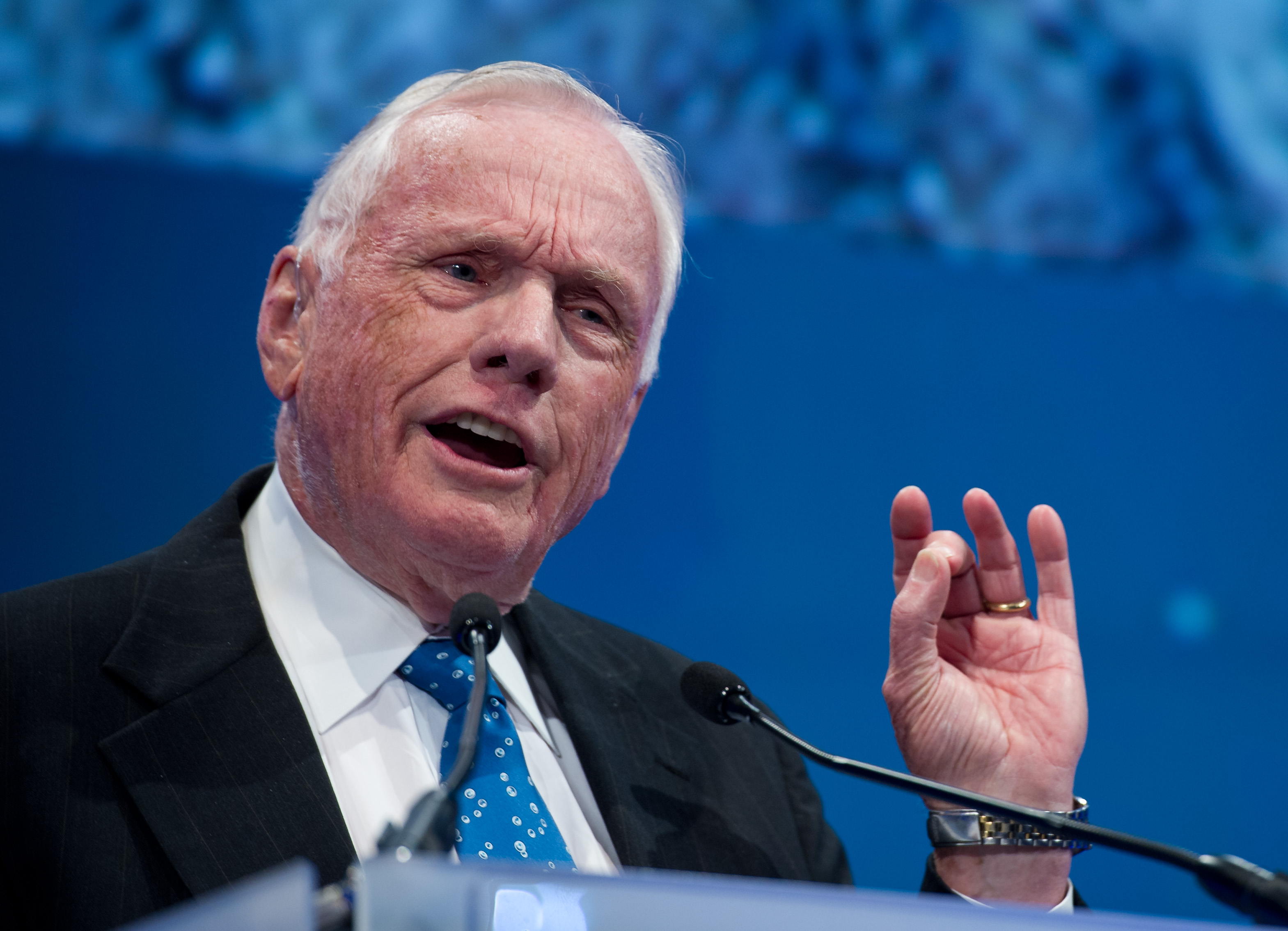
Armstrong discursando em fevereiro de 2012 em celebração do 50º aniversário do voo espacial de John Glenn.

Armstrong visitou em 1972 o vilarejo de Langholm na Escócia, cidade ancestral do Clã Armstrong; ele foi feito o primeiro homem livre do burgh e alegremente declarou que a cidade era sua casa. O Juiz de Paz local chegou a ler uma lei não revogada de quatrocentos anos exigindo que todo Armstrong encontrado na cidade fosse enforcado.
Enquanto trabalhava em sua fazenda perto de Lebanon em novembro de 1978, Armstrong precisou pular para fora do caminhão de grãos em que estava. Entretanto, seu anel de casamento prendeu no volante e isso acabou arrancando a ponta de seu dedo anelar esquerdo. Ele conseguiu pegar o dedo e colocá-lo em gelo, com cirurgiões sendo capazes de reimplantarem no Hospital Judaico de Louisville, Kentucky. Armstrong também sofreu um leve ataque cardíaco em fevereiro de 1991 enquanto esquiava com amigos em Aspen no Colorado, apenas um ano após a morte de seu pai e nove meses depois da morte de sua mãe.
Armstrong e sua primeira esposa Janet se separaram em 1990 e divorciaram-se em 1994, depois de 38 anos de casamento. Ele conheceu sua segunda esposa, Carol Held Knight, em 1992 durante um torneio de golfe, onde sentaram juntos em uma mesa de café da manhã. Ela pouco conversou com Armstrong, porém duas semanas depois recebeu uma ligação dele perguntando o que estava fazendo – Carol respondeu que estava cortando uma árvore, e meia hora depois ele apareceu para ajudá-la. Os dois se casaram em 12 de junho de 1994 em Ohio, realizando depois uma segunda cerimônia no Rancho San Ysidro na Califórnia. Foram viver em Indian Hill, Ohio.
Armstrong resguardava o uso de seu nome, imagem e citação famosa. A MTV, ao estrear em 1981, queria usar sua fala como a identificação da emissora, substituindo a bandeira dos Estados Unidos pelo logo da MTV, porém ele recusou. Armstrong processou a Hallmark Cards em 1994 depois da empresa ter usado sem permissão seu nome e gravação da fala "um pequeno passo" em um ornamento de natal. Um acordo foi alcançado no tribunal para um valor não revelado que Armstrong doou para Purdue. Ele envolveu-se em maio de 2005 numa disputa legal com Mark Sizemore, seu cabeleireiro de mais de vinte anos. Sizemore vendeu os cabelos cortados de Armstrong, sem seu conhecimento, para um colecionar por três mil dólares. Armstrong ameaçou Sizemore com uma ação legal a menos que seu cabelo fosse devolvido ou que o dinheiro recebido fosse doado para uma organização caridade de sua escolha. Sizemore não conseguiu reaver o cabelo e assim doou o dinheiro para a caridade.
Neil Alden Armstrong foi Rotariano associado ao Rotary Club de Wapakoneta, Ohio, sua cidade natal 

## Morte

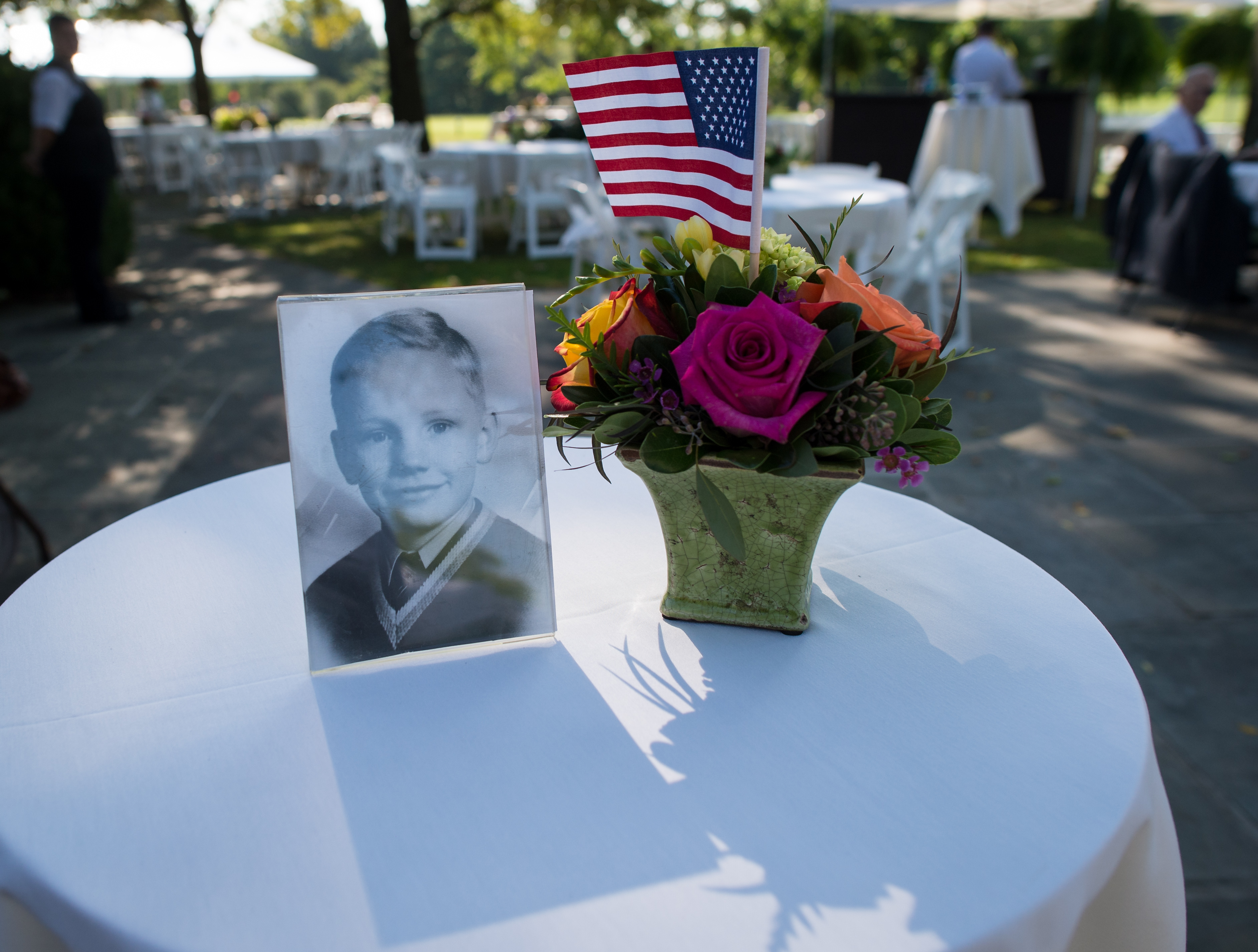
Fotografia de Armstrong quando criança durante seu serviço memorial em Indian Hill, 31 de agosto de 2012.

Armstrong realizou uma cirurgia de ponte de safena em 7 de agosto de 2012 a fim de desbloquear suas artérias coronárias. Foi relatado que ele estava se recuperando bem, porém desenvolveu complicações no hospital e morreu no dia 25 de agosto de 2012 em Cincinnati aos 82 anos de idade. Armstrong foi descrito em uma declaração da Casa Branca como estando "entre os maiores heróis americanos – não apenas de seu tempo, mas de todos os tempos". A declaração também afirmou que Armstrong tinha carregado as aspirações dos cidadãos dos Estados Unidos e que havia entregue "um momento de realização humana que nunca será esquecido". Sua família também publicou uma declaração o descrevendo como:
| “ | um herói americano relutante [que] serviu sua nação com orgulho, como piloto de caça naval, piloto de teste e astronauta ... Apesar de lamentarmos a perda de um homem muito bom, nós também celebramos sua vida extraordinária e esperamos que ela sirva de exemplo para jovens ao redor do mundo para que trabalhem duro para que seus sonhos se tornem realidade, que estejam dispostos a explorar e chegar aos limites e servir altruistamente a uma causa maior que si mesmos. Para aqueles que perguntam o que podem fazer para honrar Neil, temos um pedido simples. Honrem seu exemplo de serviço, realização e modéstia, e da próxima vez que caminharem ao ar livre em uma noite limpa e verem a Lua sorrindo para você, pensem em Neil Armstrong e lhe deem uma piscadela. | ” |

Aldrin chamou Armstrong de "um verdadeiro herói americano e o melhor piloto que já conheci", expressando tristeza de que os três astronautas da Apollo 11 não poderão celebrar os cinquenta anos da alunissagem juntos em 2019. Collins afirmou que "Ele era o melhor e sentirei muito sua falta". Charles Bolden, administrador da NASA, disse que: "Enquanto existirem livros de história, Neil Armstrong será incluído neles, lembrado por realizar o primeiro pequeno passo da humanidade em um mundo além do nosso".

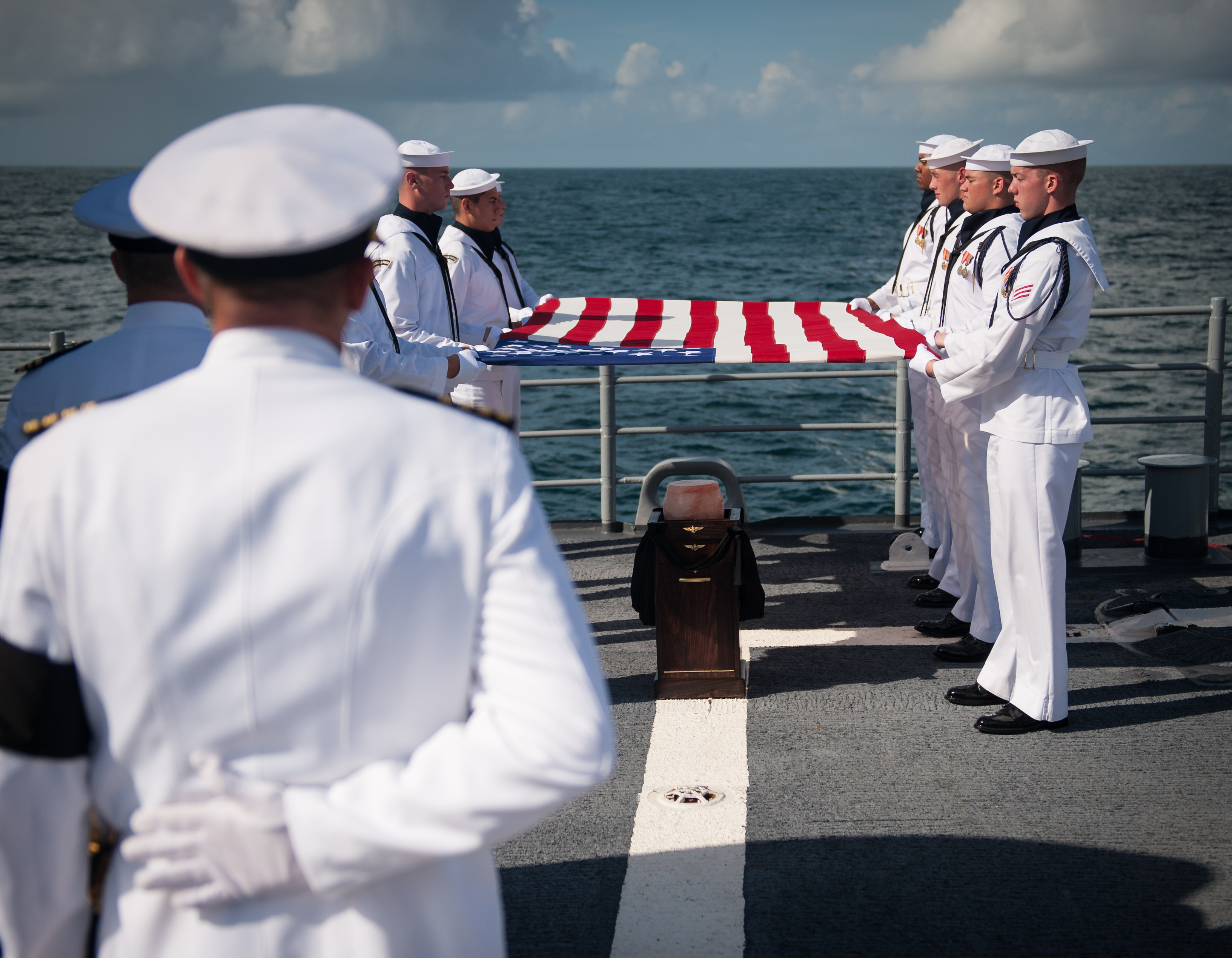
O sepultamento no mar de Armstrong em 14 de setembro de 2012.

Um tributo a Armstrong foi realizado em 13 de setembro na Catedral Nacional de Washington, cujo Vitral do Espaço mostra a missão da Apollo 11 e que contém uma rocha lunar dentro de um de seus painéis. Presentes estavam os colegas de Armstrong da Apollo 11, Collins e Aldrin; Scott, seu companheiro na Gemini VIII; Cernan, comandante da Apollo 17 e o último homem a caminhar na Lua; e o ex-senador e astronauta Glenn, o primeiro norte-americano a orbitar a Terra. Bolden fez uma elegia em que elogiou a "coragem, graça e humildade" de Armstrong. Cernan se lembrou da aproximação com pouco combustível da Apollo 11: "Quando o medidor diz vazio, todos sabemos que tem um galão ou dois ainda no tanque!" Diana Krall cantou a canção "Fly Me to the Moon". Collins liderou as orações. Scott relembrou a missão da Gemini VIII e falou, possivelmente pela primeira vez, sobre um incidente em que cola derramou em seus arreios e isso impediu que eles travassem corretamente minutos antes da escotilha precisar ser selada ou a missão seria abortada. Armstrong chamou Conrad para resolver o problema, o que fez, e a missão continuou sem precisar parar a contagem regressiva. "Isto ocorreu pois Neil Armstrong jogava para a equipe, ele sempre trabalhava em favor do time". Os restos de Armstrong foram cremados no dia 14 de setembro e espalhados pelo Oceano Atlântico durante uma cerimônia de sepultamento no mar realizada a bordo do cruzador USS Philippine Sea. Bandeiras foram hasteadas a meio-mastro no dia de seu funeral.

## Legado
Armstrong recebeu vários prêmios e honrarias, incluindo a Medalha Presidencial da Liberdade do presidente Nixon, a Medalha Geográfica Cullum da Sociedade Geográfica Americana e o Troféu Collier da Associação Aeronáutica Nacional, todas em 1969. Em 1970 recebeu a Medalha de Serviço Distinto da NASA e o Troféu Memorial Dr. Robert H. Goddard do Clube Espacial Nacional, no ano seguinte foi o Prêmio Sylvanus Thayer da Academia Militar dos Estados Unidos, em 1978 foi premiado pelo presidente Jimmy Carter com a Medalha de Honra Espacial do Congresso, em 2001 recebeu o Troféu Memorial Irmãos Wright da Associação Aeronáutica Nacional e a Medalha de Ouro do Congresso em 2011. Armstrong, Collins e Aldrin foram os recipientes em 1999 da Medalha de Ouro Langley do Instituto Smithsoniano. Venceu em 18 de abril de 2006 o Prêmio Embaixador da Exploração da NASA. A Fundação Espacial nomeou Armstrong em 2013 como recipiente do Prêmio Realização de Obra Espacial General General James E. Hil. Entrou no Hall da Honra Aeroespacial, no Quadro de Honra da Aviação Nacional e no Hall da Fama dos Astronautas dos Estados Unidos. Recebeu seu distintivo de Astronauta Naval em uma cerimônia a bordo do porta-aviões USS Dwight D. Eisenhower em 10 de março de 2010, contando também com a presença de Lovell e Cernan.
A cratera lunar Armstrong, cinquenta quilômetros do local de alunissagem da Apollo 11, e o asteroide 6469 Armstrong foram nomeados em sua homenagem. Há várias escolas e outras instituições de ensino nos Estados Unidos nomeadas em sua homenagem, com muitos lugares ao redor do mundo possuindo ruas, edifícios, escolas ou outros nomeados como Armstrong ou Apollo. Há também o Museu Aeroespacial Armstrong em sua cidade natal de Wapakoneta, e um aeroporto perto de New Knoxville, onde ele realizou suas primeiras aulas de voo, nomeado em sua homenagem. A Universidade Purdue nomeou em outubro de 2004 seu novo edifício de engenharia como o Hall de Engenharia Neil Armstrong; o prédio foi dedicado em 27 de outubro de 2007 em uma cerimônia que teve a presença de Armstrong, Cernan e outros catorze astronautas saídos de Purdue. O Centro de Pesquisa de Voo Hugh L. Dryden da NASA foi renomeado em 2014 para Centro de Pesquisa de Voo Neil A. Armstrong.

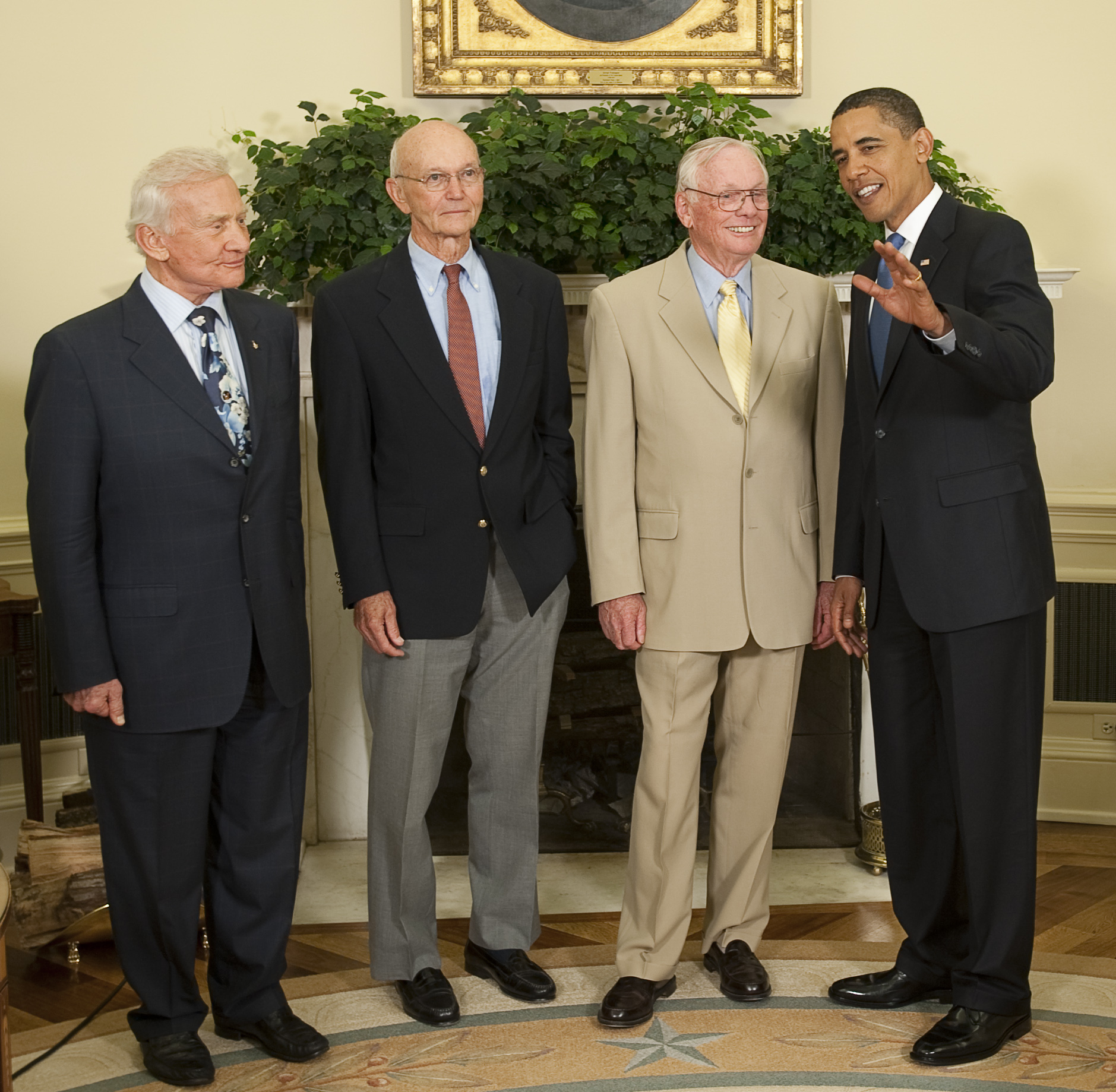
Os astronautas da Apollo 11 com o presidente Barack Obama em julho de 2009, aniversário de 40 anos da missão.

A Marinha dos Estados Unidos anunciou em setembro de 2012 que chamaria seu novo navio de pesquisa oceânica como RV Neil Armstrong. A embarcação foi entregue a marinha em 23 de setembro de 2015. É uma plataforma de pesquisa oceanográfica capaz de apoiar uma ampla gama de pesquisas diferentes e atividades realizadas por grupos acadêmicos.
Sua única biografia autorizada, First Man: The Life of Neil A. Armstrong, foi publicada em 2005 pela editora Simon & Schuster. Armstrong durante anos recusou ofertas de autores como Stephen E. Ambrose e James A. Michener, porém finalmente concordou em trabalhar com James R. Hansen depois de ler uma das biografias deste. Uma adaptação cinematográfica do livro intitulada First Man, estrelando Ryan Gosling como Armstrong e dirigida por Damien Chazelle, estreou em outubro de 2018.
Uma pesquisa popular de 2010 da Fundação Espacial escolheu Armstrong como o herói espacial mais popular, levando em conta tanto pessoas reais quanto da ficção, enquanto a revista Flying o elegeu em 2013 como o número um em sua lista dos "51 Heróis da Aviação". A imprensa frequentemente perguntava a Armstrong suas opiniões sobre o futuro dos voos espaciais. Disse em 2005 que uma missão tripulada a Marte seria muito mais fácil de se realizar do que o desafio lunar fora na década de 1960. Em 2010 fez uma rara crítica pública ao condenar a decisão do governo norte-americano de cancelar o foguete Ares I e o Programa Constellation. Em uma carta aberta também assinada por Lovell e Cernan, eles falaram que "Para os Estados Unidos, a nação líder no espaço sideral por quase meio século, ficar sem uma carruagem de baixa órbita terrestre e sem nenhuma capacidade de exploração humana para ir além da órbita da Terra em um tempo intermediário para o futuro, destina nossa nação a tornar-se de uma estatura secundária e até mesmo terciária".